# História em quadrinhos no Brasil

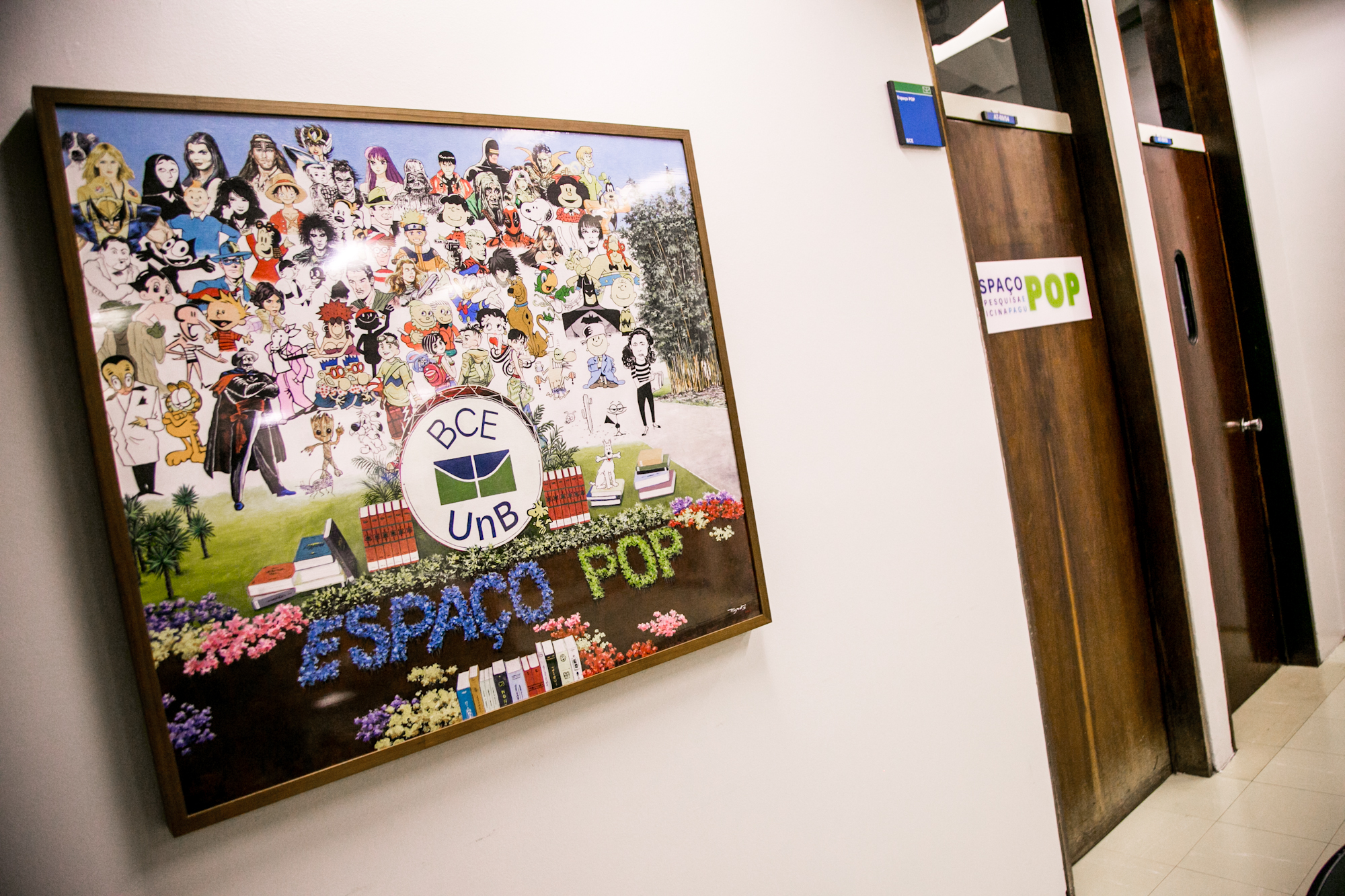
Quadro com personagens de quadrinhos brasileiros e estrangeiros

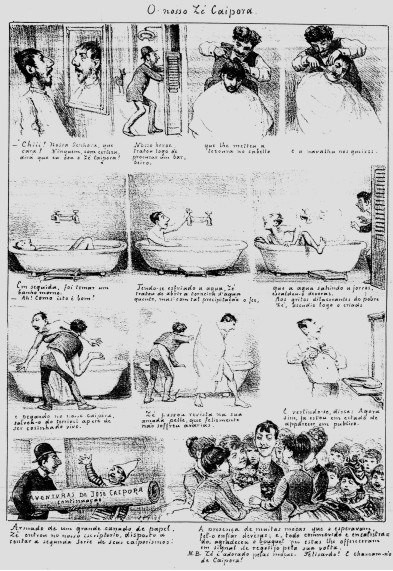
As Aventuras de Zé Caipora, de Angelo Agostini, uma das primeiras histórias em quadrinhos do Brasil

As histórias em quadrinhos no Brasil (também chamadas de HQs, gibis, revistinhas, ou historietas) começaram a ser publicadas no século XIX, adotando um estilo satírico conhecido como cartuns, charges ou caricaturas e que depois se estabeleceria com as populares tiras. A edição de revistas próprias de histórias em quadrinhos no país começou no início do século XX.

## História

### Século XIX

#### Precursores e primeiros passos (1837 - 1895)
Em 1837, circulou o primeiro desenho em formato de charge, de autoria de Manuel de Araújo Porto-Alegre, que foi produzido em litografia e vendido em papel avulso. Mais tarde, em 1844, o autor criaria a revista de humor político Lanterna Mágica.
Em 1855, o francês Sébastien Auguste Sisson  publica  "O Namoro, quadros ao vivo, por S… o Cio" na revista O Brasil Ilustrado.
No final da década de 1860, Angelo Agostini continuou a tradição de introduzir desenhos com temas de sátira política e social nas publicações jornalísticas e populares brasileiras. Entre seus personagens populares, desenhadas como protagonistas de histórias em quadrinhos propriamente ditas estavam Nhô Quim (1869), a primeira HQ do Brasil, que também seria ilustrado por Cândido Aragonez de Faria, e o Zé Caipora (1883). Agostini publicou nas revistas Vida Fluminense, O Malho e Don Quixote.

### Século XX

#### O Tico-Tico (1905 - 1957)
|                         |  |                                           |
| Prancha de Buster Brown |  | Chiquinho na capa da revista O Tico-Tico. |

Lançada em 11 de outubro de 1905, a revista O Tico-Tico é considerada a primeira revista em quadrinhos do país, concebida pelo desenhista Renato de Castro, tendo o projeto sido apresentado a Luís Bartolomeu de Souza e Silva, proprietário da revista O Malho (onde Angelo Agostini trabalhou, após o encerramento de Don Quixote). Aprovada, a revista teve a participação de Angelo Agostini, que criou o logotipo e ilustrou algumas histórias da revista. O formato de O Tico Tico foi inspirado em revistas infantis francesas como Le Petit Journal Illustre de la jeunesse e La Semaine de Suzette, esse última publicava personagem Suzette foi publicada na revista brasileira com o nome de Felismina. Bécassine, outra personagem da revista, foi chamada de Narcisa. O Tico-Tico é considerada a primeira revista em quadrinhos no Brasil e teve a colaboração de artistas de renome como J. Carlos (responsável pelas mudanças gráficas da revista em 1922), Max Yantok e Alfredo Storni.
O personagem de maior sucesso da revista era Chiquinho (publicado entre 1905 e 1958), considerado por muitos anos como uma criação brasileira até que, na década de 1950, um grupo de cartunistas alegou que este era, na verdade, uma cópia do americano Buster Brown de Richard Felton Outcault (algo parecido aconteceu na Holanda, onde Buster Brown serviu de inspiração para criação de Sjors van de Rebellenclub). Mas durante a época da Primeira Guerra Mundial , o Chiquinho também teve inspiração nas histórias de Little Nemo in Slumberland. Também figuraram na revista Reco-Reco, Bolão e Azeitona de Luiz Sá, Lamparina de J. Carlos, Kaximbown de Max Yantok, Max Muller de A. Rocha entre outros.
Em 1917, foi lançado o curta-metragem de animação Traquinices de Chiquinho e seu inseparável amigo Jagunço (1917), sem crédito de animadores, apenas da produtora-Kirs Filme.
Em 1930, alguns personagens das tiras americanas foram publicados na revista como Mickey Mouse (chamado de Ratinho Curioso), Krazy Kat, (chamado de Gato Maluco) e Gato Félix. J.Carlos foi o primeiro desenhista brasileiro a desenhar personagens da Walt Disney Company nas páginas de O Tico-Tico.
E 1938, Luiz Sá decidiu produzir uma série de curtas de animação chamada As Aventuras de Virgulino. Na época ele tinha planos de apresentar o projeto ao Walt Disney nos Estados Unidos, porém foi impedido devido a uma lei de Getúlio Vargas na época e os projetos foram esquecidos. Sá vendeu os filmes para uma loja de projetores, nos anos 70, foi encontrado um curta da série Virgulino Apanha.
Oswaldo Storni (filho de Alfredo Storni) e Carlos Arthur Thiré foram responsáveis pela introdução de quadrinhos de aventura na revista, inspirados nos modelos americanos.
Carlos Arthur Thiré, filho do professor de matemática Cecil Thiré, trabalhou no teatro e no cinema; casou-se com a atriz Tônia Carrero, com quem teve um filho, o futuro ator Cecil Thiré.
A revista foi perdendo popularidade na década de 1930, na medida em que surgiram os suplementos de quadrinhos publicados em jornais e diversas revistas em quadrinhos surgidas nessa época; na década de 1950 investiu no humor gráfico, publicando cartuns de artistas  como Bosc e Sempé. A revista foi publicada até 1957 (após isso O Malho publicou edições especiais com o título "O Tico-Tico Apresenta" até 1977), e nos últimos quadrinhos de sua existência voltou a ter o foco educativo de outrora.

#### Os suplementos de jornais e o surgimento das editoras (1929 - 1959)

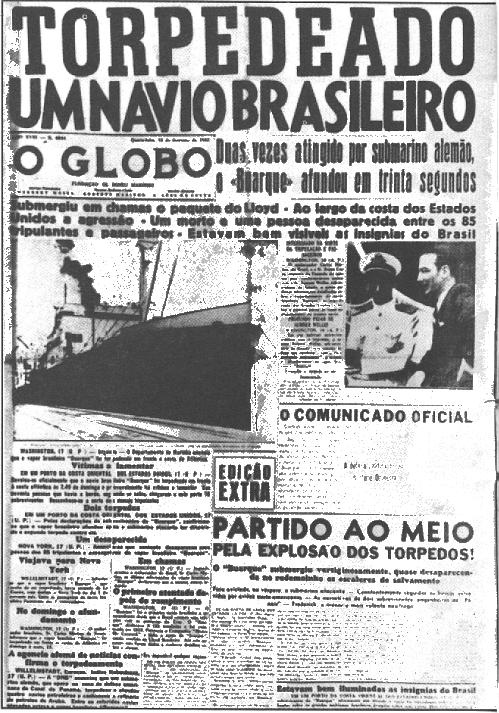
O jornal "O Globo" de Roberto Marinho, foi um dos jornais responsáveis pela implementação dos suplementos de tiras de quadrinhos

Em Setembro de 1929, o jornal A Gazeta cria um suplemento de quadrinhos no formato tabloide, baseado nos Suplementos dominicais de quadrinhos americanos; no mês seguinte, a Casa Editorial Vecchi (uma editora de origem italiana) lançou a revista Mundo Infantil, porém o sucesso dos suplementos se deu em 1934 com a criação do Suplemento Infantil de Adolfo Aizen. Aizen trabalhava nos jornais O Globo e nas revistas O Malho e O Tico-Tico; após viajar para os Estados Unidos, conheceu os suplementos de quadrinhos e, ao voltar ao Brasil, conheceu Arroxelas Galvão, representante da King Features Syndicate. Galvão tentará, desde 1932, vender tiras para os jornais brasileiros; a exceção foi o jornal Diário de Notícias que publicava as tiras de Popeye (que foi rebatizado como Brocoió). Aizen negociou com Galvão e assim foi o responsável por publicar pela primeira vez as tiras de aventura de Flash Gordon. Publicado inicialmente pelo jornal A Nação (após ser recusado por Roberto Marinho, do jornal O Globo, onde Aizen trabalhava; na época Marinho alegou que o custo dos suplementos de quadrinhos seria muito alto), lançado em março do mesmo, a primeira edição teve capa de J. Carlos (assim como O Tico-Tico, o Suplemento Infantil misturava tiras estrangeiras e brasileiras, desenhadas por artistas como Monteiro Filho, que ilustrou Os exploradores da Atlântida, ou As Aventuras de Roberto Sorocaba, auxiliado pela esposa Maria e roteirizada por Oswaldo da Silveira) e após quinze edições, pela recém formada editora de Aizen, a Grande Consórcio de Suplementos Nacionais. Sendo um judeu nascido na Rússia, Aizen não poderia ter uma empresa no Brasil - segundo lei vigente na época, apenas nascidos em solo brasileiro poderiam ter tal privilégio, o jornalista havia forjado uma certidão de nascimento em que declarava ser baiano, pois havia morado na Bahia durante a adolescência. Em 1935,o jornal Correio Universal do casal Maurício Ferraz de Abreu e Helena Ferraz de Abreu começa a publicação de histórias em quadrinhos nacionais como nacionais como Hélio do Soveral ("O Mistério da Casa de Campo"), Donatelo Grieco, Ayres Nascimento, Aytlton Flores, Luiz Megulhão, Neisir Couto.
Em 1936, Aizen resolve reunir as páginas do primeiro arco de Flash Gordon, "Flash Gordon no Planeta Mongo" em álbum de luxo no formato horizontal; o álbum vendeu bastante, chegando ao ponto de esgotar a tiragem de 15 mil exemplares, no mesmo ano, Carlos Arthur Thiré publica nas páginas do Suplemento Juvenil, as séries O Gavião do Riff (sobre a Legião Estrangeira Francesa) e Raffles, o ladrão elegante (inspirado no personagem de mesmo nome de Ernest William Hornung) e Três Legionários de Sorte (outra série sobre a Legião Estrangeira), também publicada nas revista O Tico-Tico e Vamos Lêr do jornal A Noite, onde também publicou a tira Aí, Mocinho,  em 1938, Fernando Dias da Silva ganha um concurso do Suplemento Juvenil e publica a tira  "O enigma das pedras vermelhas".
Em 1937, o tabloide criado pelo casal Ferraz publicou pela primeira vez no país as tiras de O Fantasma de Lee Falk, com traduções da própria Helena Ferraz de Abreu.
Roberto Marinho entra em contato com Aizen (com quem não falava há três anos) e lhe propõe uma parceria: ambos distribuiriam suplementos de quadrinhos (impressos nas gráficas do O Globo) em vários jornais do país. Aizen recusou a ideia, e em junho do mesmo ano, Marinho lança O Globo Juvenil, suplemento dirigido por Djalma Sampaio, auxiliado por Antonio Callado e Nelson Rodrigues. No mesmo ano, Francisco Acquarone, mais conhecido pelo trabalhos de pintura e por livros de história da arte, quadriniza os romances Os Primeiros Homens na Lua de  H. G. Wells e As Minas de Prata de José de Alencar.
Aizen cria a revista Mírim; uma novidade da revista foi a utilização do formato comic book ou meio-tabloide, no mesmo ano, a revista A Gazetinha começa a publicar o arco de história de A Garra Cinzenta, de Francisco Armond e Renato Silva, uma série com forte influência dos pulps de mistério, terror e ficção científica, no mesmo ano , Renato Silva havia iniciado sua carreira nas histórias em quadrinhos, publicando nas páginas do Suplemento Juvenil, ilustrando  uma história de um personagem da literatura pulp, o detetive Nick Carter. O personagem principal é um vilão, perseguido pelos inspetores de polícia Higgins e Miller.
A Garra Cinzenta foi publicada até 1939, totalizando 100 páginas, e posteriormente foi publicada no mercado franco-belga, na revista Le Moustique com o título La Grife Grise; na época franceses e belgas achavam que a fosse de origem mexicana. Anos mais tarde, foi especulado que Helena de Ferraz fosse a verdadeira identidade de Francisco Armound, autor de A Garra Cinzenta, Helena e o marido algumas vezes assinaram no jornal usando o pseudônimo Álvaro Armando. Arnaldo Ferraz, o filho do casal, garante que a mãe nunca roteirizou histórias em quadrinhos, apenas traduziu as primeiras tiras do Fantasma, Renato Silva ficaria mais conhecido pelo cursos de de desenho publicados na série de livros A Arte de Desenhar.
No ano seguinte, o Correio Universal publica outras histórias ilustradas por ele: Aladim, que acaba batizando um suplemento do jornal, João Tymbira Em Redor do Brasil e uma quadrinização de O Guarani de José de Alencar, contudo, o jornal seria cancelado logo em seguida.

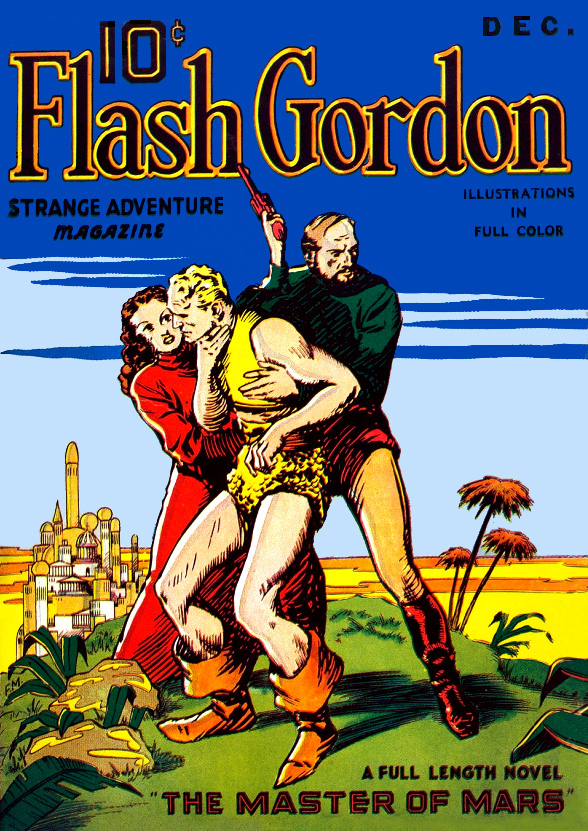
As tiras de Flash Gordon foram publicadas pela primeira vez no país em 1934, nas páginas do Suplemento Infantil

Ainda em 1938, Nelson Rodrigues roteiriza as quadrinizações de O Fantasma de Canterville de Oscar Wilde, publicado em 1938 e O Mágico de Oz de L. Frank Baum em 1941, ambos desenhados por Alceu Penna. De 18 de novembro de 1938 a janeiro de 1940, o jornal O Globo teve uma sessão de duas páginas chamada O Globinho, publicada todas às sextas-feiras contendo quadrinhos, testes e artigos, entre os quadrinhos publicados estavam “As grandes vidas” de Premiani e “O galeão perdido” de Hélio Queiroz.
No Ceará,  Rubens de Azevedo publica no jornal O Estado, as tiras "Sacha: o detetive particular" (1938) e "Uma viagem a saturno" (1940).
A Gazetinha publicaria várias tiras de autores brasileiros: Nino Borges  ( Piolim, Bolinha e Bolonha ) e Belmonte ( Paulino e Balbina ).Nas páginas da Gazetinha, entre 1936 e 1939, o desenhista Messias de Mello criou diversos personagens, entre eles Pão Duro, Tutu, Titi e Totó, Gibimba e  Audaz, o Demolidor . Além de criar histórias em quadrinhos, ilustrou quadrinizações de clássicos da literatura, como  Os Três Mosqueteiros, O Máscara de Ferro ', Robinson Crusoe , Os Miseráveis e O Conde de Monte Cristo. Ao lado do escritor Armando Brussolo , realizou, de 1936 a 1939, diversas histórias em quadrinhos serializadas, como Capitão Blood, Sherlock Holmes, o Homem Elétrico, A conquista das esmeraldas, na qual narrou a saga do bandeirante Fernão Dias. Também ilustrou O Raio da Morte, Bascomb – o Terror de Ferney, À Roda da Lua, baseada nos romances Da Terra à Lua (1865) e sua sequencia À Roda Da Lua (1869) de Júlio Verne, O enigma do espectro de James Hull (roteirizada por Francisco Armond), entre outros trabalhos feitos para esse suplemento.
Em 1939, O Globo lança O Gibi para concorrer com Mírim; no ano seguinte, Aizen publica O Lobinho (para evitar que Marinho tivesse uma revista chamada O Globinho) no jornal A Noite (jornal que fora fundado por Irineu Marinho, pai de Roberto Marinho); na revista foi usado o formato standard. Aizen não gostava do nome escolhido pelo concorrente (que era um termo pejorativo para garotos negros); o nome já havia sido usado por J. Carlos em personagem publicado nas páginas de O Tico-Tico (na época o personagem era grafado como Giby) em 1906, e com o tempo, Gibi passou a ser usado como sinônimo de revistas em quadrinhos (algo parecido aconteceu na Espanha, o termo tebeo surgiu do nome da revista TBO). A revista Mirim deu origem à "Biblioteca Mirim", no formato 9 x 11 cm, uma coleção de 31 pequenos livros ilustrados (também chamados de "tijolinhos"), inspirados nos chamados Big Little Books americanos, o jornal de Marinho lança a "Coleção Gibi" nos mesmo moldes da Biblioteca Mirim.

Ainda em 1939, Galvão resolve aumentar o valor da licença dos personagens publicados da King Features; Roberto Marinho cobre o valor e passa publicá-los em O Globo Juvenil e O Gibi.  Na última página de Flash Gordon, publicada no Suplemento Juvenil, Aizen escreveu:  
| “ | O que estarão Flash Gordon e os outros vendo fora da caverna? Quem são esses estranhos personagens da neve? Veja a continuação no Globo Juvenil, futuramente. | ” |
|   | — Adolfo Aizen. |   |

Embora os suplementos de O Globo tenham aumentado em número de leitores, isso não significou a derrocada dos títulos de Aizen. O jornalista resolveu negociar com syndicates menores, e começou a publicar Tarzan (personagem bastante popular graças aos filmes estrelados por Johnny Weissmuller entre 1932 e 1948, uma série de livros traduzidos por Monteiro Lobato para a Companhia Editora Nacional iniciada em 1933), Terry e os piratas de Milton Caniff e Dick Tracy de Chester Gould.
Além de personagens de tiras, os suplementos também publicaram histórias de super-heróis americanos; da DC Comics foram publicados: Slam Bradley, criado por Jerry Siegel e Joe Shuster (que ficariam conhecidos por serem os criadores do Superman), foi publicado originalmente na primeira edição da revista Detective Comics, de março de 1937; no Brasil o personagem foi publicado na quarta edição de Mírim, lançada em maio do mesmo ano. Algo parecido havia acontecido com Flash Gordon, que foi publicado na terceira edição do Suplemento Infantil, no dia 28 de Março de 1934, apenas 80 dias depois da sua estreia nos jornais americanos. Superman foi publicado em A Gazetinha #445 (Dezembro de 1938), Batman em O Lobinho #7 (Novembro de1940) e da Timely Comics (uma das empresas que daria origem a Marvel Comics) foram publicados: Namor em Gibi Mensal #142 (Abril de 1940) e Capitão América em O Guri # 73 (Junho de 1943).
Em 1940, o jornalista Assis Chateaubriand, lança a revista "O Gury" (mais tarde teria a grafia alterada para "O Guri") com o subtítulo "O Filhote do Diário da Noite", para ser publicada no jornal Diário da Noite, embora tenha registrado o nome da publicação desde 1938. A revista era composta de várias publicações da editora americana Fiction House, que publicava revistas especificas para cada gênero: aventuras espaciais, aventuras nas selvas, lutas, e foi a primeira revista impressa em quatro cores. Chateaubriand havia adquirido modernas impressoras diretamente dos Estados Unidos, e a primeira edição era uma cópia exata da revista Planet Comics #1 da Fiction House; posteriormente, a revista publicou histórias da Fawcett, da King Features e da Timely Comics; o então adolescente Millôr Fernandes trabalhava como ajudante de arquivo na revista O Cruzeiro e, como muitos adolescentes dessa época, era leitor de histórias em quadrinhos (Millôr colecionava o Suplemento Juvenil de Adolfo Aizen) e acabaria sendo um colaborar da revista O Guri.
Em 1941, o grupo de comunicação de Chateaubriand cria a editora O Cruzeiro, nome retirado da principal revista do grupo, fundada em 1928; na revista O Cruzeiro surgem os cartuns de O Amigo da Onça de Péricles de Andrade Maranhão, criado a pedido de Leão Gondim, editor da revista O Cruzeiro, inspirado nos cartoons Enemies of Man da revista americana Esquire e El enemigo del Hombre, personagem criado por Guillermo Divito para a revista argentina Patoruzú, o nome do personagem veio de uma famosa anedota.  Péricles também publicava em O Guri a tira Oliveira, o Trapalhão.
| |  |                                                                                               |
| As histórias do Pato Donald produzidas por Carl Barks, foram publicadas pela primeira vez no Brasil nas páginas da revista Seleções Coloridas (1946-1948) |  | A revista Classic Comics serviu de base para a revista Edição Maravilhosa publicada pela EBAL |

Alfredo C. Machado e Décio de Abreu criam o primeiro syndicate brasileiro, Distribuidora Record de Serviços de Imprensa; Machado havia trabalhado no Suplemento Juvenil como tradutor dos doze aos dezessete anos, e em 1939, inconformado com o baixo salário, mudara-se para O Globo Juvenil, de Roberto Marinho - por conta disso, Aizen e Machado ficaram sem se falar por nove anos. Em 1941, Machado viajou aos Estados, a fim de convencer que os três maiores syndicates, King Features, Associated Press e United Press, fossem representados pela Record; no entanto, as empresas alegaram já possuírem representantes no Brasil, e com isso a Record passou a representar pequenos syndicates e as editoras de quadrinhos Fawcett Comics e Timely Comics. A Record tinha entre seus clientes Aizen, Marinho e Chateaubriand. A empresa não apenas vendia as histórias em quadrinhos e passatempos, como também prestava serviços de tradução e editoração, como no caso da revista Vida Juvenil da editora Vida Doméstica lançada em 1949. Carlos Thiré publica o álbum Mr. Raffles vai a Itaipava.
Após 1942, Aizen passou a ter dificuldades financeiras, e logo vendeu sua editora para o jornal A Noite, controlado pelo governo Vargas, mas continuou prestando serviços para o jornal;
Em 1943, Péricles do Amaral cria para a rádio gaúcha Farroupilha, o herói O Vingador, um faroeste inspirado no americano Lone Ranger,  o Cavaleiro Solitário, um personagem de faroeste também criado para o rádio e que durante muitos anos também ficou conhecido como Zorro no Brasil o programa era patrocinado pela Colgate-Palmolive, o herói ganha um jornal com histórias em quadrinhos ilustradas por Fernando Dias da Silva.
Em 1945, Aizen pede a João Alberto, diretor do jornal A Noite para que o ajude a conseguir um empréstimo no Banco do Brasil, e com um capital de dois milhões de cruzeiros, funda a Editora Brasil-America Ltda. (mais conhecida pela sigla EBAL), tendo como sócios o próprio João Alberto e Claudio Lins de Barros. Aizen lança a revista Seleções Coloridas, trazendo quadrinhos Disney, e a revista foi publicada em parceria com a argentina "Editorial Abril" de César Civita. Civita era um italkim (um judeu italiano) e, antes de ter a própria editora, foi funcionário da italiana Arnoldo Mondadori Editore, que publicava os quadrinhos Disney; a experiência na Itália lhe possibilitou conseguir a licença dos personagens Disney na América Latina, e a editora de Civita possuía uma impressora que possibilitava imprimir em quatro cores. Vale ressaltar que os personagens Disney já haviam sido publicados nas revistas O Tico-Tico, Suplemento Juvenil, O Globo Juvenil, O Lobinho, Mirim, Guri e Gibi, porém em Seleções Coloridas os leitores brasileiros puderam ler pela primeira vez as histórias produzidas por Carl Barks. A revista teve 17 edições e foi publicada até 1948. Em Julho de 1947, Aizen publica a primeira revista publicada apenas pela EBAL, O Heroi (grafada sem acento), que publicou os heróis das selvas da Fiction House, além de histórias de faroestes, e também é lançada a primeira revista Superman no país (o nome Superman, era usado apenas no título, dentro da revista era usada a grafia Super-Homem) no ano seguinte lança a revista Edição Maravilhosa, inspirada nas americanas Classics Illustrated e Classic Comics que traziam quadrinizações de livros em quadrinhos produzidas nos Estados Unidos. Na época, os quadrinhos eram vistos como má influência por educadores e religiosos. Para aproveitar o sucesso dos quadrinhos entre as crianças, foram criadas as revista Sesinho (1947) do Serviço Social da Indústria (o Sesi) e Nosso Amiguinho (década de 1950), da Casa Publicadora Brasileira. Apesar de Seleções Coloridas serem impressas em cores, todas as publicações posteriores da EBAL eram em preto e branco; em 1951, uma edição especial da revista Superman foi publicada em cores, porém a editora só investiria em publicações coloridas na década de 1970.
Em 1946, Luiz Rosemberg cria um novo syndicate brasileiro e funda a Agência Periodista Latino-Americana (APLA). A APLA não apenas distribuía tiras estrangeiras; o desenhista haitiano André LeBlanc criou a tira Morena Flor, que foi distribuída não apenas no Brasil, mas também em outros países da América Latina e até mesmo nos Estados Unidos. Na década de 1960, a Record também se tornou uma editora.
O ilustrador Orlando Mattos iniciou a carreira no jornal A Noite, destacou-se como chargista na revista O Cruzeiro e foi durante vinte anos diretor de arte da Folha de S.Paulo.
Em março de 1947, o ilustrador português Jayme Cortez resolveu se mudar para o Brasil. Cortez havia colaborado na revista portuguesa O Mosquito e no semanário feminino A Formiga. Ao chegar ao país, começa a produzir charges políticas para o jornal O Dia; em maio do mesmo ano, produz a tira semanal "A Caça dos Tubarões", publicada pelo Diário da Noite, e logo em seguida adapta o romance O Guarani, no formato de tiras diárias para o mesmo jornal; em 1949, passa a trabalhar em A Gazeta Juvenil do jornal A Gazeta, onde adapta O rajá de Pendjab de Coelho Neto
Em 1948, foi lançada no Diário da Noite, a tira Ignorabus, o contador de histórias de Millôr Fernandes (roteiro) e Carlos Estevão (desenhos).
Em 1949, o irmão de César Civita, Victor se muda para o Brasil, e no ano seguinte resolve seguir os passos do irmão, fundando a Editora Primavera. Sua primeira publicação foi a revista em quadrinhos Raio Vermelho, uma revista no formato horizontal (21,5 x 28,5 cm) e composta por quadrinhos oriundos da Itália distribuídos pelo syndicate argentino Sudameris; em junho do mesmo ano, já com o nome Editora Abril, publicou a revista O Pato Donald. Assim como Aizen, Victor também não poderia ser dono de uma empresa no país, e para burlar a lei brasileira, convida Giordano Rossi (um mineiro descendente de italianos) para ser seu sócio; Victor conhecera Rossi quando este era funcionário de um banco, e com uma pequena cota de ações, Rossi atuava como contador da editora. A revista O Pato Donald foi publicada inicialmente no formato americano, mas a partir da 22ª edição, publicada em março de 1952, passou a ser publicada em Formato Pato (também conhecido como formatinho). O formato fora trazido da Itália: a revista Topolino (nome italiano do Mickey Mouse) da Montadori, era publicada desde 1932 no formato tabloide, porém em 1939, a editora resolve se basear no formato da revista Reader's Digest que também era publicada pela Mondadori. Nos Estados Unidos, o formato é conhecido como "digest size".
Em Janeiro de 1950, a Casa Editorial Vecchi, lança a revista O Pequeno Xerife no formato de talão de cheque, outro formato importado da Itália; em julho do mesmo ano, O Globo também lançaria uma revista nesse formato, Júnior, que em sua 28ª edição publicaria, pela primeira vez no país, o cowboy Tex Willer, da Sergio Bonelli Editore.

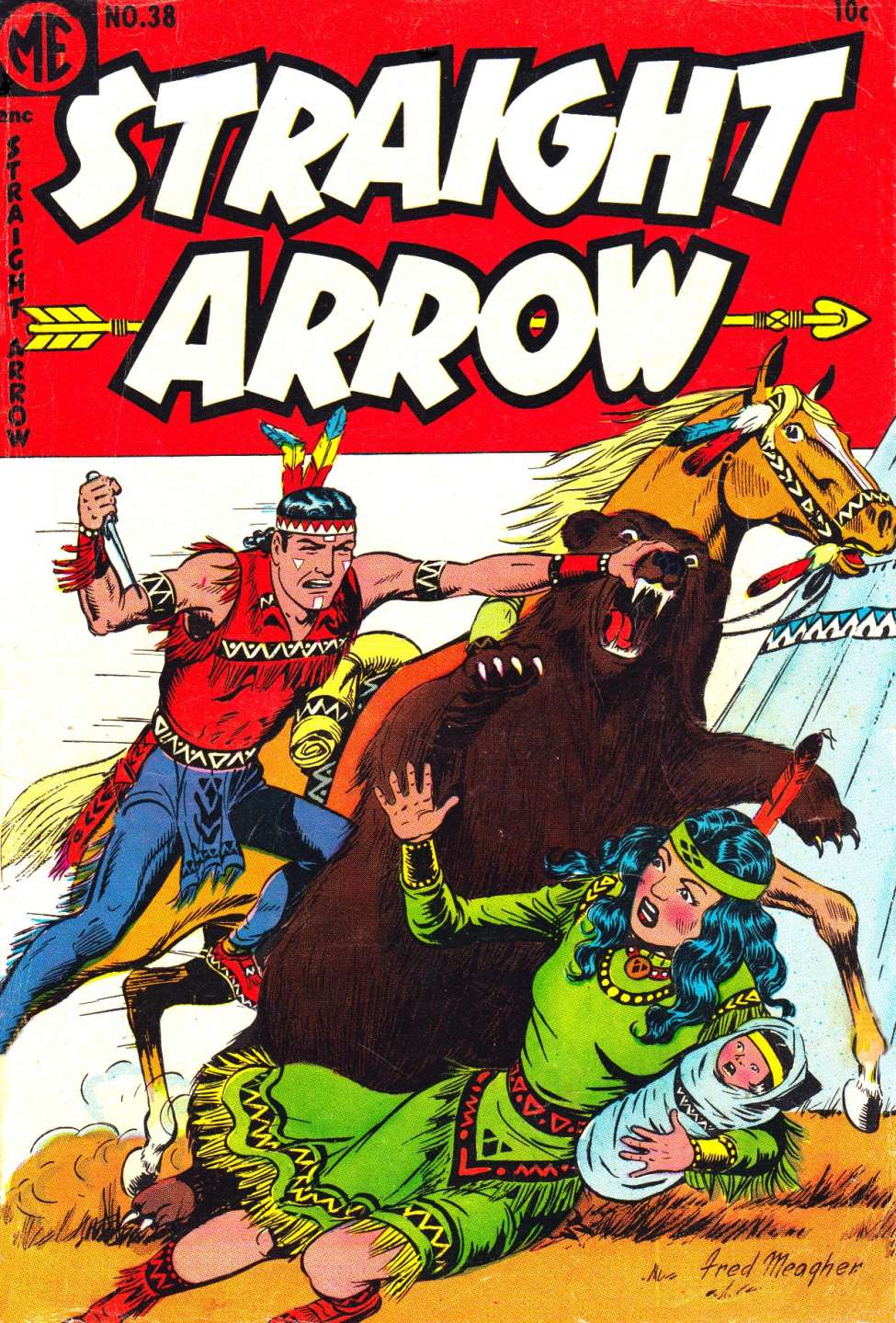
Flecha Ligeira (Straight Arrow), arte de Fred Meagher, o personagem também teve histórias produzidas no Brasil.

Após 23 edições de adaptações americanas, a revista Edição Maravilhosa, passa a ter adaptações de livros brasileiros, publicando em 1950, uma adaptação de O Guarani por André LeBlanc.
Também em 1950, a "La Selva", distribuidora  de jornais e revistas, torna-se uma editora. A empresa foi fundada em 1935, pelo italiano Vito Antonio La Selva, que chegara em São Paulo em 1925, logo se tornando jornaleiro de ruas, e oito anos depois, tornando-se dono de uma banca de jornal. Vito teve como sócio um outro italiano de sobrenome Pelegrini, e a distribuidora lançou duas revistas, "Bom Humor" e "Aventuras" (sendo Aventuras uma revista em quadrinhos). Em 1947, a sociedade com Pelegrini é desfeita e Vito passa a trabalhar com os filhos, e em março de 1950, a "La Selva" torna-se uma editora propriamente dita, com o lançamento da revista "Seleções de Rir Ilustrada". A editora não demoraria a investir em quadrinhos, comprando a revista "O Cômico Colegial", de Auro Teixeira, criada em 1949, que foi vendida pelo seu editor, em dificuldades financeiras. Para publicá-la, em julho de 1950, a La Selva adquire, através da Record, os direitos de publicação do personagem "The Black Terror" da Nedor Comics. A Record vendia personagens desconhecidos a menores preços a editoras pequenas, e em julho de 1950 lança a revista "O Terro Negro" como suplemento extra da revista O Cômico Colegial; a revista publicou heróis como o personagem título (que Reinaldo Oliveira e Jácomo La Selva pensaram ser de uma história de terror) e de outros heróis como Doc Strange; na edição seguinte, foi usada uma capa desenhada por Jayme Cortez, típica de histórias de terror, mostrando a personificação da morte acordando um perplexo rapaz. Apenas na 9º edição (Março de 1951), a revista deixou de trazer o nome da revista Cômico Colegial, trazendo apenas o nome O Terror Negro, chegando a fazer sucesso,  Jácomo de Oliveira resolveu comprar direitos de quadrinhos de terror, como os das revistas "The Beyond" e "Challenge of the Unknown", da editora Ace Magazines.
Em 1953, O Terror Negro passou a ser quinzenal, e surgem outras revistas do gênero Sobrenatural, tais como Contos de Terror, Frankenstein (no ano seguinte); as revistas eram todas compostas de matéria estrangeira de editoras como Fawcett Comics e EC Comics, e os artistas brasileiros eram responsáveis apenas pelas capas. A editora também publicou as revistas infantis Capitão Radar, Bill Kid, Supermouse, Pato Dizzy, Seleções Juvenis, entre outras. Ainda em 1953, as revistas da La Selva passam a ser impressas nas gráficas da editora Abril. Selva e Civita se tornaram amigos por causa da origem italiana; Cláudio de Souza, que trabalhava na Abril, passou a colaborar na La Selva, editando as revistas policiais Emoção e Conto de Mistério e produzindo roteiros para os quadrinhos de "Arrelia e Pimentinha", "Fuzarca e Torresmo", "Oscarito e Grande Otelo", Fred e Carequinha" e "Mazzaropi". A RGE  lança a revista Flecha Ligeira (Straight Arrow no original), surgido no rádio, com o fim das histórias originais da Magazine Enterprises, o personagem teve histórias brasileiras desenhadas por Evaldo Oliveira, José Menezes e Walmir Amaral.
Jayme Cortez lança Sérgio do Amazonas pela Betnivegna, um herói similar ao Jim das Selvas.
Em 1951, Claudio havia sido indicado por Jerônymo Monteiro, primeiro editor da Abril, quando ela ainda se chamada Primavera, Claudio havia trabalhado com ele no suplemento A Gazeta Juvenil, era editor do suplemento, onde também publicaria histórias do personagem Dick Peter, ilustradas por Abílio Corrêa e Messias de Mello, personagem criado em 1937, para uma série de rádio transmitida pela Rádio Tupi-Difusora (uma outra empresa do grupo Diários Associados), o personagem ainda seria publicado em O Cômico Colegial, roteirizado por Syllas Roberg  e ilustrado por Jayme Cortez, sendo adaptado também para um teleteatro exibido pela TV Tupi, Monteiro também é reconhecido com um dos pioneiros da ficção científica brasileira. Na Abril, Souza ajudou a criar a Distribuidora Nacional de Publicações (DINAP) e as revistas Capricho, Cláudia e Placar, além de criar o Centro de Criação, responsável pela formação de roteiristas e desenhistas para a editora.
Em 1951, Miguel Penteado, Reinaldo de Oliveira, Álvaro de Moya, Jayme Cortez e Syllas Roberg organizam a Exposição Internacional de Histórias em Quadrinhos, onde foram expostas várias artes originais dos autores das tiras de jornal: Alex Raymond (Flash Gordon), Milton Caniff (Terry e os piratas e Steve Canyon), Hal Foster (Tarzan e Príncipe Valente)  e Al Capp (Ferdinando), no ano seguinte, os artistas criam uma associação de quadrinistas, uma das principais bandeiras da entidade era a nacionalização dos quadrinhos, ou seja, a criação de uma reserva de mercado para quadrinhos brasileiros.
Entre 1951, a EBAL lança a revista O Capitão Z, que  publica histórias de ficção científica de Max Yantok.
Em 1952, Roberto Marinho resolveu criar uma editora, de início escolheu o nome Editora Globo para fazer alusão ao seu jornal, porém foi impedido, já que Livraria do Globo de Porto Alegre também atuava como editora, assim Marinho cria a Rio Gráfica Editora (mais conhecida pela sigla RGE). a EBAL lança a revista Epopéia, trazendo narrativas da maria.  Em 1953, José Lanzellotti lança Raimundo, o Cangaceiro para a revista Aliança Juvenil da editora Aliança, na década de 1960, a série seria publicada pela La Selva.
Em março de 1952, a editora O Cruzeiro lança uma nova versão da revista "O Guri", impressa em  preto e branco, através do processo de rotogravura; na primeira edição foram publicados os heróis da Fox Feature Syndicate: Dagar, o rei do deserto, O Falcão dos sete mares e Rulah, a deusa da selva.
Em 1953, inspirado no herói Star Pirate, publicado na revista Planet Comics da editora americana Fiction House, Gedeone Malagola lança o herói espacial Capitão Astral na revista Júpiter da editora de mesmo nome, onde foram publicados outros heróis espaciais, o personagem também teve tiras no jornal A Folha do Povo. A editora foi fundada por Malagola, Auro Teixeira e Victor Chiodi.
Os quadrinhos de terror da editora La Selva foram bastante criticados pelo jornalista Carlos Lacerda do jornal Tribuna da Imprensa, que afirmava que tais revistas eram má influência para as crianças. Em 6 de julho de 1951, o jornal publicou a matéria intitulada Os La Selva espalham o Terror Negro, denunciando o conteúdo das revistas de terror da Editora La Selva como nocivo às crianças. Lacerda fundou o suplemento de quadrinhos Bamba, com o objetivo declarado de oferecer histórias mais “saudáveis” para as crianças. O suplemento trazia, em sua maioria, material adaptado da revista católica francesa Cœurs vaillants, tal pensamento também existia nos Estados Unidos, sobretudo após a publicação do livro Seduction of the Innocent, do psicólogo alemão Fredric Wertham em 1954. Whertam não criticava apenas as revistas de terror, e também não era o único psiquiatra a defender a tese de que os quadrinhos eram nocivos, desde o início da década de 1950, o Senado americano, já havia criado uma subcomissão para estudar a má influência dos quadrinhos em crianças e adolescentes. O Senado americano convocou os artistas Walt Kelly, Milton Caniff e Joe Musial, representantes da National Cartoonists Society, e embora não tenha sido convidado, William Gaines da EC Comics (principal editora de quadrinhos terror, muitos deles chegaram a ser publicados pela La Selva), e o próprio Whertam também compareceu. No dia seguinte ao depoimento, vários jornais publicaram matérias não favoráveis sobre Gaines; em setembro do mesmo foi criada a Comic Magazine Association of America, e no mês seguinte, a entidade criou o Comics Code Authority, um código de autocensura; boa parte do código foi inspirado em códigos já existentes nas editoras DC e Archie Comics (principal editora da entidade). Na verdade, esta não foi a primeira tentativa de se criar um código de autocensura; em 1948, a Association of Comics Magazine Publishers também tentara, porém não surtiu efeito. 
No Brasil, Seduction of the Innocent não foi publicado integralmente por muitos anos, mas suas ideias circularam amplamente. Em 1948, o Diário de Notícias publicou o artigo “As histórias em quadrinhos... Muito divertido!”, tradução de “The Comics... Very Funny!”, originalmente da Saturday Review of Literature, já introduzindo o pensamento de Wertham ao público brasileiro. Em setembro de 1957, a edição brasileira da revista Seleções divulgou uma versão condensada da obra. Entre o final de 1958 e o início de 1959, a revista Mundo Melhor também publicou uma síntese de alguns capítulos, inclusive com imagens originais, reforçando as críticas.
Com a dificuldade de importa terror, a La Selva  publicou histórias de suspense e ficção científica da Atlas (atual Marvel), criadas após o Comics Code, logo em seguida, investiu em histórias de autores basileiros.
Em 1955, Adolfo Aizen e Alfredo C. Machado recebem um conjunto de nove livretos contendo todas as 41 regras do Comics Code Authority.
Em São Paulo, cartazes em forma de quadrinhos com os dizeres “Hoje mocinho, amanhã, bandido” foram espalhados por diversos locais, refletindo o temor de que narrativas de faroeste pudessem incentivar a delinquência juvenil. Curiosamente, o próprio cartaz utilizava uma tira composta por quatro quadros. Na época, "mocinho" era o termo usado para designar os protagonistas dos faroestes. Muitos gibis de faroeste eram inspirados em atores e personagens de filmes B exibidos em matinês. Esse tipo de preocupação se alinhava às críticas do psiquiatra Fredric Wertham, que via nas narrativas violentas uma influência negativa sobre o comportamento infantil. Para Wertham, inclusive, os próprios quadrinhos de faroeste constituíam uma forma disfarçada de histórias de crime, repletas de brutalidade e violência gráfica. Em Seduction of the Innocent, ele observa que a maioria dos chamados faroestes nada mais eram do que quadrinhos de crime com outra roupagem. Wertham também condenava a presença de anúncios de armas, como carabinas de ar comprimido e facas, nas revistas, argumentando que essa associação entre propaganda e violência ajudava a normalizar atitudes agressivas entre os jovens leitores.
Na segunda metade da década de 1950, surgiram também os primeiros trabalhos independentes de Carlos Zéfiro, autor dos catecismos (quadrinhos eróticos publicados num formato de bolso). 
Zefiro era o pseudônimo do carioca  Alcides Aguiar Caminha, cuja verdadeira identidade só seria revelada em 1991, pelo jornalista Juca Kfouri nas Revista Playboy. Além  de Caminha, outros autores produziram, como o quadrinista baiano Eduardo Barbosa, porém, outros não chegaram a revelar suas identidades. Zéfiro se inspirou em quadrinhos românticos da Ediex ou Editormex, editora de origem mexicana. A publicação dos catecismos de Zéfiro se assemelham aos chamados tijuana bibles, quadrinhos eróticos clandestinos protagonizados por personagens e e celebridades da cultura pop, contudo, para o jornalista Gonçalo Júnior, Zéfiro pode nunca ter tido contato com tais publicações, sendo portanto uma coincidência.
O motivo do anonimato de Caminha não era apenas a discrição artística: ele temia ser demitido. Isso porque, na época, o Brasil vivia sob um ambiente legal e social fortemente repressivo, com leis que penalizavam severamente qualquer forma de expressão considerada imoral ou obscena.

A primeira dessas leis era o Estatuto dos Funcionários Públicos Civis da União (Lei nº 1.711, de 1952), que previa demissão de servidores por motivos como:
incontinência pública e escandalosa, vício de jogos proibidos e embriaguez habitual.
A segunda a Lei nº 2.083, de 13 de novembro de 1953, em especial o artigo 53, que determinava:
“Não poderão ser impressos, nem expostos à venda ou importados, jornais ou quaisquer publicações periódicas de caráter obsceno, como tal declarados pelo Juiz de Menores, ou, na falta deste, por qualquer outro magistrado.”
Também em 1953,  surgiu a primeira tentativa de reserva de mercado para os quadrinhos brasileiros. Essa iniciativa tomou forma com o Projeto de Lei 3813/1953, de autoria do deputado Aarão Steinbruch, que propunha a imposição de cotas obrigatórias de conteúdo nacional, embora tenha tramitado por anos, o projeto foi arquivado apenas 20 anos depois, sem ser aprovado.
Proíbe o registro e publicação de texto e desenhos de historias em quadrinhos que versarem sobre assuntos que não sejam, científicos, culturais, religiosos, históricos ou humorísticos e determina que essas historias tenham pelo menos cinquenta por cento de textos e e desenhos de autores nacionais ou estrangeiros, que tenham como único domicilio, o Brasil.
Em 1955, a RGE lança a revista do Águia Negra (Sir Falcon), sobre um personagem australiano similar ao Fantasma do Lee Falk, cuja origem remete a Idade Média. Cinco anos depois, a editora publicou a revista um outro personagem inspirado no Fantasma, Cavaleiro Negro (Phantom Ranger), dessa vez , ambientada no Velho Oeste, ambos os personagem eram publicados pela Frew Publications.
Algumas das gráficas e colaboradores da La Selva se tornariam editoras, como a Bentivegna de Salvador Bentivegna e a Novo Mundo de Victor Chiodi. Vito La Selva morre em 1967, a editora foi fechada em 1968, motivada por uma crise financeira e por brigas entre os filhos de Vito.

Capa de Capitão 7 #1, Editora Outubro, 1959, arte Jayme Cortez.

A editora Continental foi fundada em 1959 por Miguel Penteado, José Sidekerskis, Victor Chiodi, Heli Otávio de Moura Lacerda, Cláudio de Souza, Arthur de Oliveira e  Jayme Cortez. Os quadrinhos da Continental eram totalmente produzidos no país, e passaram pela editora: Gedeone Malagola, Júlio Shimamoto, Flavio Colin, Gutemberg Monteiro, Nico Rosso, Paulo Hamasaki, Wilson Fernandes entre outros. A editora lançou continuou a tradução de terror da La Selva e alguns títulos licenciados: Capitão 7 (baseado em uma série de televisão da Rede Record, Capitão Estrela (um super-herói pertencente a Estrela), cujo seriado era exibido pela TV Tupi, O Vigilante Rodoviário (da TV Excelsior), desenhado por Flavio Colin, e Jet Jackson, um personagem surgido em um programa de rádios dos Estados Unidos com o nome de Captain Midnight; o personagem já havida sido adaptado para os quadrinhos pela editora Fawcett, no Brasil, essas histórias foram publicadas na revista O Guri. Ainda em 1959, publica a revista Cacareco, baseada num rinoceronte de mesmo nome que conseguiu 100 mil votos para vereador da da Cidade de São Paulo. A Continental também foi a primeira editora a publicar o cãozinho Bidu, de Mauricio de Sousa, publicado nas revistas Zaz Traz e Bidu, o personagem havia estreado em tiras diárias publicadas no jornal Folha da Manhã (atual Folha de S.Paulo) no mesmo ano de fundação da editora. Quase dois anos depois de sua fundação, a editora teve que mudar de nome para Outubro, pois os proprietários descobriram que já havia uma empresa com o mesmo nome e que estava em processo de falência; o nome Outubro também gerou problemas jurídicos, pois ao fundar a editora Abril, Victor Civita, havia registrado todos os meses do ano. Em 1966, Miguel Penteado e Jayme Cortez saem da editora, Heli Lacerda e Manoel César Cassoli a assumem e a batizam de Taíka (nome da filha de Lacerda); Penteado e  Luiz Vicente Neto fundam a GEP (Gráfica Editora Penteado).
Outras editoras passaram a publicar personagens licenciados; do rádio vieram As aventuras do Anjo, pela RGE, desenhadas por Flavio Colin e Walmir Amaral (que também desenharam a série Assombrações para a revista pulp X-9 da mesma editora, ao lado de Gutemberg Monteiro, Manoel Victor Filho, entre outros), Jerônimo, o Herói do Sertão e Capitão Atlas pela Garimar (este último criado por Péricles do Amaral, a revista também trazia histórias de Morena Flor de LeBlanc); a Garimar também publicou  O Falcão Negro, uma espécie de Zorro medieval, personagem de um seriado televisivo produzido e exibido pela TV Tupi São Paulo, que era interpretado por José Parisi, e na TV Tupi Rio de Janeiro por Gilberto Martinho (iniciada em 1957)
Em 1957, José Luiz Benício da Fonseca inicia a carreira desenhando quadrinhos românticos roteirizados por Edmundo Rodrigues e publicados na revista Cinderela a RGE, contudo, o ilustrador ficaria conhecido por capas de livros de bolso para a Editora Monterrey.
Em 1959, a EBAL lança História do Brasil em Quadrinhos volume I, ilustrado por Ivan Wasth Rodrigues, o segundo e último volume só seria lançado três anos depois.
Ainda em 1959, Julio Shimamoto publica pela Editora Outubro, a primeira HQ brasileira sobre samurais (Os Fantasmas do Rincão Maldito de 1959), contudo, de acordo com Shimamoto, a EBAL havia publicados duas histórias de origem italiana na revista Epopéia: Os 47 Samurais (janeiro de 1957) e O Bravo Samurai (dezembro de 1958).

#### Década de 1960

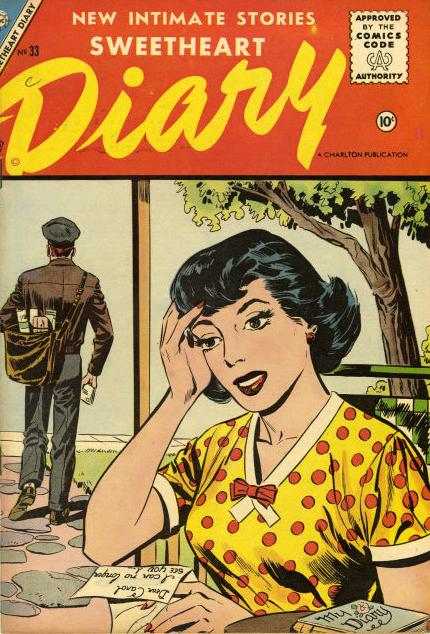
Quadrinho romântico aporvado pelo Comics Code Authority. O selo do código pode ser visto no alto da capa, à direita, no Brasil, o código serviu de base para o Código de Ética criado pelas principais editoras de quadrinhos na época.

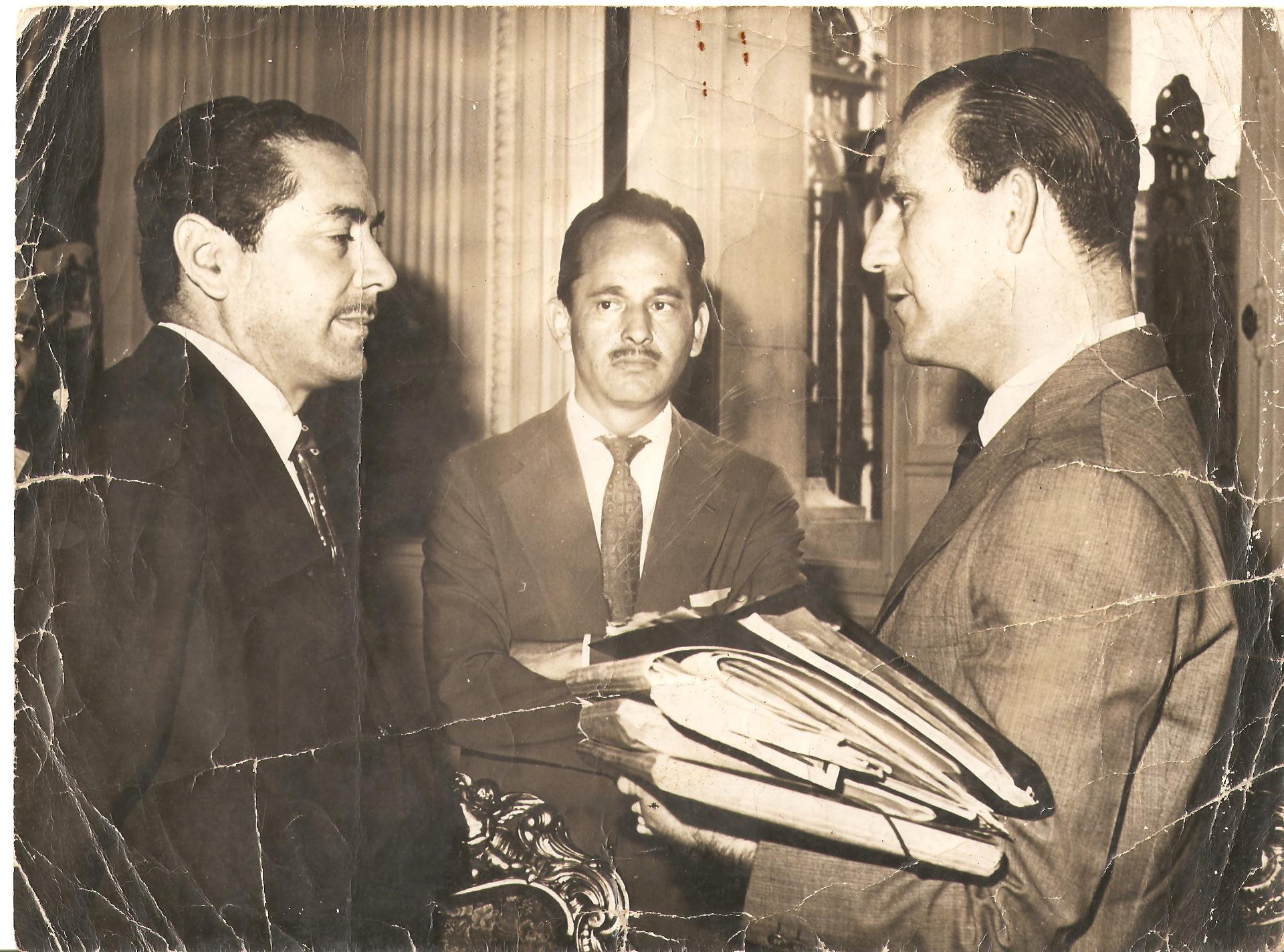
Leonel Brizola, Hamilton Chaves e Zé Geraldo, o então governador do Rio Grande do Sul, Leonel Brizola cria a editora CETPA, destinada a publicar e distribuir apenas quadrinhos brasileiros.

terroEm 1960 Ziraldo lança a revista Pererê, pela editora O Cruzeiro; Pererê surgira um ano antes nas páginas da revista O Cruzeiro em um série de cartuns, e a revista é publicada até 1964. Com o fim das histórias americanas, a editora encomenda histórias o detetive Charlie Chan, ilustradas por Getulio Delphim. Péricles planeja uma revista do Oliveira Trapalhão, que acabou não sendo lançada, no ano seguinte, comete suicídio, com isso, O Amigo da Onça foi continuado por Getulio Delphim e Carlos Estêvão até 1972.
Em 1961, a editora Outubro lança um outro herói de faroeste chamado O Vingador que foi desenhado por Walmir Amaral, Edmundo Rodrigues, e Nico Rosso. De 1960 a 1961, a La Selva publica uma revista dedicada ao Frankenstein de Mary Shelley, produzida por José Rivelli Neto, mais conhecido como Zezo.
Ainda em 1961, surge a Associação dos Desenhistas de São Paulo (ADESP), composta por Mauricio de Sousa (presidente), Ely Barbosa (vice), Lyrio Aragão Dias (secretário-geral), Luiz Saidenberg (primeiro-secretário), Daniel Messias (segundo-secretário), Julio Shimamoto (tesoureiro), José Gonçalves de Carvalho (primeiro tesoureiro) e Ernan Torres, Gedeone Malagola e Enersto da Mata (conselho fiscal), que também se engajaria numa campanha de reserva de mercado. O presidente eleito Jânio Quadros, chega a elaborar uma nova lei com esse intuito, ela também evocava diretamente a Lei nº 2.083 de 1953, que tratava da censura a publicações consideradas obscenas, reforçando a ideia de controle não só da origem do conteúdo, mas também da moralidade e temática das histórias em quadrinhos publicadas no Brasil.
Esse movimento, assim como o Projeto de Lei nº 3813/1953 de Aarão Steinbruch, tinha de valorizar a produção nacional, o projeto de Steinbruch tramitou durante 20 anos em debate até ser finalmente arquivado, sem ter sido aprovado.
Temendo represálias, as principais editoras de quadrinhos da época: EBAL, Rio Gráfica Editora, Abril, Record e O Cruzeiro criam "Código de Ética dos Quadrinhos", a versão brasileira do Comics Code Authority, tendo como base o código americano e os "Mandamentos das histórias em quadrinhos" da EBAL. Tais mandamentos foram criados por Aizen ainda em 1954, e foram usados na série inglesa Romeu Brown (as mulheres sensuais da série ganharam roupas mais comportadas). Até mesmo séries americanas submetidas ao Comics Code eram reavaliadas pelo código da editora. proibia a representação de violência excessiva, relações sexuais ou anormais, e qualquer tipo de conteúdo considerado vulgar ou obsceno, como pragas e pornografia. Também exigia que os quadrinhos exaltassem valores morais e sociais, respeitando a autoridade dos pais e professores, e proibia a apresentação de tiranos ou inimigos do regime de maneira simpática. A família não deveria ser tratada de forma desrespeitosa, e temas como divórcio ou horror excessivo eram evitados. A promoção de criminalidade era permitida apenas para mostrar os criminosos como figuras sórdidas e punidas por seus erros.
Jânio acaba renunciando ainda em 1961 Somente em 1963, já sob o governo de João Goulart, o projeto de Quadros foi publicado oficialmente por meio do  Decreto-lei nº 52.497, que dizia:
Art. 2º Consideram-se histórias nacionais aquelas que utilizam temas brasileiros e cujo desenho e argumento sejam criação original de artistas brasileiros, ou de estrangeiros radicados no Brasil.
     Parágrafo único. Considerando-se também histórias nacionais, para os fins dêste decreto, aquelas que versam temas históricos, culturais, religiosos ou científicos, desde que o desenho e o argumento, ou adaptação, sejam de autoria de artistas brasileiros ou estrangeiros radicados no Brasil.
    Art. 3º As histórias em quadrinhos, nacionais e estrangeiras não poderão conter narrativas de caráter obsceno nem encerrar abusos no exercício da liberdade de imprensa, aplicando-se aos jornais, revistas e quaisquer periódicos que publicarem histórias do gênero aqui previsto, ao disposições da Lei 2.083, de 13 de novembro de 1953, notadamente os arts. 53 e seguinte do citado diploma legal.
     Parágrafo único. Estão compreendidas nas restrições impostas na Lei e no presente artigo as narrativas ofensivas a quaisquer países, bem como as que sirvam à propaganda de guerra, propagação do racismo, e que contenham cenas de prostituição e sadismo.
As principais editoras de quadrinhos pediram a anulação do decreto-lei, em outubro. O ministro do Supremo Tribunal Federal, Cândido Mota Filho, concordava com os editores, alegando que a Presidência da República não poderia interferir na publicação de livros e periódicos, porém o procurador geral da república, Osvaldo Trigueiro de Albuquerque Melo, defendia a lei, alegando ser constitucional, e o ministro Hermes Lima pediu vistas do processo para que pudesse estudá-lo mais detalhadamente. O STF se pronunciou favorável aos artistas dois anos depois, durante o mandato do presidente Humberto de Alencar Castelo Branco, entretanto, a lei não teve efeito legal, já que deveria ter entrado em vigor em 1964.
O cunhado do vice-presidente João Goulart, Leonel Brizola, então governador do Rio Grande do Sul, resolve criar a CETPA (Cooperativa Editora e de Trabalho de Porto Alegre), e a CETPA funcionaria não só como editora, como também atuaria como syndicate, distribuindo tiras de artistas brasileiros. A ideia foi proposta por José Geraldo (que já havia desenhado para a EBAL), e a editora publicou os trabalhos de  Júlio Shimamoto (História do Rio Grande do Sul), Getulio Delphim (Aba Larga, sobre um membro da Polícia Montada do Rio Grasnde do Sul),, João Mottini, Flavio Colin (biografia de Sepé Tiarajú), Aníbal Bendati (Lupinha), Flávio Teixeira (Piazito), Luiz Saidenberg (História do Corporativismo) e Renato Canini (Zé Candango); a CETPA, porém, duraria apenas dois anos. 
Com a instauração do Regime Militar, Mauricio de Sousa se retira da ADESP, alegando que a entidade estaria ganhando conotação política. As historias em quadrinho foram as primeiras a serem censuradas durante a Ditadura Militar. Foi promulgada a Lei das Publicações Perniciosas aos Jovens, que oficializou a autocensura imposta pelas editoras.
Mauricio de Sousa começa a ampliar seus personagens infantis, surge o Cebolinha (1960), Cascão (1961) e Mônica (1963), esta última baseada em sua própria filha, Mônica Spada; logo em seguida o núcleo de personagens iniciados com Bidu e Franjinha passaria a ser conhecido como A Turma da Mônica. Enquanto publica A Turma da Mônica no jornal Folha de S.Paulo, Sousa também lança o herói espacial Astronauta (1963) e homem das cavernas Piteco (1964) pelo jornal paulista Diário da Noite, que também pertence ao conglomerado Diários Associados, logo em seguida criaria um syndicate para publicar suas próprias tiras, o Bidulândia Serviços de Imprensa.
A Ediex publica Antar, uma revista de fotonovelas de filmes de Tarzan, Jim das Selvas e outros, chegando a publicar uma HQ desenhada por Edmundo Rodrigues.
Em março de 1963, Deodato Borges lança na Paraíba, a revista As Aventuras do Flama, baseada em um programa de rádio, criada por ele mesmo para concorrer com  Jerônimo – O herói do Sertão, a revista durou apenas cinco edições e é apontada como a primeira revista em quadrinhos do estado, em setembro do mesmo ano, Lenita Miranda de Figueiredo cria a Folhinha, suplemento infantil do jornal Folha de S.Paulo. Mauricio de Sousa auxilia Lenita na produção do jornal, publicando tiras de seus personagens, além de criar a mascote "Augustinha". A pedido de Mauricio de Sousa, Julio Shimamoto cria a tira O Gaúcho para ser publicada no suplemento, uma espécie de Zorro brasileiro; inicialmente Shimamoto tinha duas opções: fazer um cangaceiro ou um gaúcho, acabou escolhendo um gaúcho, pois na época os cangaceiros eram retratados como bandidos, e além disso, enquanto trabalhou na CETPA, Shimamoto, que havia adaptado a História do Rio Grande do Sul adquiriu vários livros, que também serviriam como pesquisa para a criação da tira, publicada pelo jornal até 1965, o suplemento também publicou a tira Vizunga de Flavio Colin, posteriormente, Shimamoto e Colin se afastariam dos quadrinhos para trabalharem com publicidade
Em abril de 1963, é fundada, por Enrique Lipszyc, a Escola Panamericana de Arte, Hugo Pratt, Nico Rosso e Jayme Cortez foram alguns dos professores, além de aulas presencias, a escola vendia um curso por correspondência.
Em 1964, o italiano de mãe brasileira Eugênio Colonnese se muda para o Brasil. Colonnese iniciou a carreira como quadrinista na Argentina em 1949, e ao visitar a mãe em 1957, publica pela EBAL uma  quadrinização de O Navio Negreiro de Castro Alves. Ao estabelecer residência no Brasil, começa a desenhar quadrinhos românticos para a Ediex, e logo retomaria parceiras com artistas com quem trabalhou na Argentina: o roteirista Osvaldo Talo e o desenhista Rodolfo Zalla.
Zalla havia chegado ao Brasil no ano anterior, e seus primeiros trabalhos foram tiras diárias do personagem Jacaré Mendonça para o jornal Última Hora; posteriormente, desenhou para a Taíka o Targo, um herói tipo Tarzan criado por Heli Lacerda e O Escorpião, uma espécie de Fantasma brasileiro criado por Wilson Fernandes; coube a Zalla mudar o visual do personagem para evitar um processo de plágio pela King Features Syndicate. Outro argentino que atuou no país nesse período foi José Delbo, que desenhou o faroeste Colorado para a Outubro, porém, em 1965, Delbo mudou-se para os Estados Unidos, onde trabalhou para as editoras DC Comics, Charlton Comics e Dell Comics. Em 1966, Zalla e Colonnese fundaram o Estúdio D-Arte, que prestaria serviços a várias editoras brasileiras;
Ainda em 1964, o desenhista Minami Keizi resolve apresentar seu personagem Tupãzinho, o guri atômico, em editoras paulistas. Inspirado em Astro Boy, de Osamu Tezuka, o personagem apresentava as características típicas dos mangás (quadrinhos japoneses). Ao ver os desenhos do personagem, o desenhista Wilson Fernandes aconselha Keizi a mudar a anatomia para um estilo mais próximo dos quadrinhos americanos; no ano seguinte, Keizi publica tiras diárias do Tupãzinho no jornal Diário Popular (atual Diário de São Paulo), e desta vez Keizi passa a se basear no estilo desenvolvido por Warren Kremer para os personagens Gasparzinho, Riquinho e Brasinha  da Harvey Comics. No ano seguinte, publica uma revista do Tupãzinho pela editora Pan Juvenil, de Salvador Bentivegna e Jinki Yamamoto, quando Keizi se torna supervisor da editora. A Pan Juvenil não andava bem financeiramente, e ainda em 1966 Keizi publica o Álbum Encantado, pela Bentivegna Editora, com adaptações de fábulas infantis escritas pelo próprio Keizi. O que diferencia essa publicação é que Keizi orientou os desenhistas Fabiano Dias, José Carlos Crispim, Luís Sátiro e Antonio Duarte a seguirem o estilo mangá; logo em seguida  Bentivegna e Yamamoto convidam Keizi para ser sócio na EDREL (Editora de Revistas e Livro); o Tupãzinho virou símbolo da EDREL. A editora também foi responsável por revelar outro descendente de japoneses influenciado pelos mangás, Claudio Seto.
Pela EDREL, Seto publicou os personagens Flavo (também inspirado em Astro Boy), Ninja, o Samurai Mágico, Maria Erótica e O Samurai. Outros descendentes de japoneses trabalharam na editora, como Fernando Ikoma e os irmãos Paulo e Roberto Fukue, entretanto, nenhum deles apresentava influência dos mangás. Paulo Fukue, por exemplo, criou Tarun, um outro herói com influências de Tarzan. Fernando Ikoma teve contato com os mangás através dos trabalhos de Keizi e de Seto, e acabaria sendo o primeiro a escrever sobre mangás no livro "A técnica universal das histórias em quadrinhos", publicado no início da década de 1970; o livro dava continuidade ao Curso Comics, um curso por correspondência, inicialmente escrito por Minami, Fabiano Dias, Crispim e Seto.
Em 1965, Edson Rontani lança Ficção (Boletim do Intercâmbio Ciência-Ficção Alex Raymond), o primeiro  fanzine brasileiro dedicado a histórias em quadrinhos, que trazia informações sobre os quadrinhos brasileiros desde a publicação de O Tico-Tico em 1905.
De acordo com Rontani, a inspiração para o Ficção foi a revista Giff-Wiff do Club des bandes dessinées, que ele conheceu em uma matéria escrita por Álvaro de Moya, que dizia que o cineasta Alain Resnais havia sido um dos fundadores de uma organização sobre quadrinhos e que publicava uma revista sobre o tema,
| “ | Mas lembro-me que, em 1963, no tempo em que ainda estava na TV Excelsior, o Manoel Carlos me procurou um dia trazendo na mão um recorte do jornal Folha de S. Paulo. Era a notícia de que o Alain Resnais, o grande diretor francês e mais um grupo de amigos tinham criado na França um Club de Bande Dessinée, ou seja, um Clube de Desenho em Quadrinhos. - Álvaro de Moya | ” |

A outra inspiração foi o livro La Historieta Mundial do argentino Enrique Lipszyc. Rontani havia feito capas para as revistas  Batman e Superman da EBAL, o fundador da editora, Adolfo Aizen, divulgou o Ficção em Superman Bi nº6 (janeiro-fevereiro de 1966). Jayme Cortez lança o livro A Técninca do Desenho, publicado pela Bentivegna.
Em 1966, a Rio Gráfica Editora lança a revista 22-2000 Cidade Aberta, ilustrada por Edmundo Rodrigues, a revista era baseada na série de televisão de mesmo nome, exibida pela Rede Globo.
Em 1967, a Rede Bandeirantes, compra o bloco de animação The Marvel Super Heroes, e com isso forma uma parceria com a EBAL que havia adquirido  a licença dos quadrinhos da Marvel Comics com a Transworld Features Syndicate, que era representada no Brasil pela APLA. Uma campanha de marketing criada pela Standard Propaganda foi feita nos postos Shell, que distribuíram edições promocionais gratuitamente para quem abastecesse nos postos da empresa, porém a EBAL não adquire todos títulos da editora americana, prefere lançar os personagens que apareciam nos desenhos animados: Capitão América, Hulk, Thor, Namor e Homem de Ferro, além disso, a Atma lançou uma série de bonecos dos heróis, enquanto outras editoras pequenas lançam os títulos restantes: a GEP publicou X-Men, Surfista Prateado e Capitão Marvel na revista Edições GEP e a Trieste (fundada por Estevão La Selva, herdeiro de Vito La Selva) lançou Nick Fury. O Homem-Aranha, só seria lançado pela EBAL em 1969, também por decorrência de um desenho animado. Inicialmente, a editora reproduziu a revista tal qual sua matriz americana, usando o formato americano e 32 páginas, exceto pela ausência das cores; posteriormente, as revistas passaram a ter o dobro de páginas. Segundo o cartunista Ota, os leitores brasileiros não estavam habituados com o método "continua no próximo número", usado pela editora americana.
Muitos personagens cujas histórias haviam sido canceladas nos Estados Unidos, tiveram novas histórias produzidas por artistas brasileiros. Foi esse o caso do Homem-Mosca, da Archie Comics, de Jack Kirby e Joe Simon (criadores do Capitão América), publicado pela La Selva; e Tor, de Joe Kubert. Publicados em 1956, pela editora Novo Mundo, ambos ganharam roteiros de Gedeone Malagola. Tor, que já havia aparecido no país em 1954, pela editora Vida Doméstica, seria publicado novamente no Brasil na década de 1970, pela EBAL, que na ocasião importou as histórias produzidas por Kubert para a DC Comics. Na década de 1950, o Capitão Marvel da Fawcett Comics, foi um personagem bastante popular na Inglaterra, com o cancelamento (por conta de um processo de plágio movido pela National Publications, atual DC Comics), a editora Len Miller & Son encomendou ao quadrinista Mick Anglo a criação do Marvelman; na década de 1980, o personagem ganharia um releitura do roteirista Alan Moore, que criou uma verdadadeira desconstrução do herói. No Brasil, durante a década de 1960, a RGE publicou histórias do Marvelman junto com as histórias do Capitão Marvel, e o personagem era chamada de Jack Marvel; posteriomente a editora publicou um inusitado crossover (encontro) entre o Capitão e o andróide Tocha Humana da Timely Comics. Na GEP, Gedeone Malagola criou algumas histórias dos X-Men para a revista Edições GEP, numa delas os mutantes se confrontaram com uma versão alternativa do Thor, além de No Mundo dos Gigantes, ilustrada por Paulo Hamasaki e Moacir Rodrigues Soares e Diário de Guerra por Rodolfo Zalla e Juarez Odilon. Pela editora, Malagola também publicou seus super-heróis, Raio Negro (cujos poderes e origem eram similares ao Lanterna Verde), o Homem-Lua (criado a partir de um roteiro recusado pela RGE para O Fantasma de Lee Falk, e o Hydroman (inspirado no Namor da Marvel). Raio Negro teve uma revista própria (onde também eram publicados Homem-Lua e Hydroman), e algumas histórias publicadas na revista Edições GEP, além de protagonizar um curioso crossover com Unus, um vilão dos X-Men. Na história, Unus era retratado como um herói (algo que nunca ocorreu em histórias da Marvel). Dentro do gênero, a editora também publica Fantar de Milton Mattos e  Edmundo Rodrigues. Para a Taíka, Wilson Fernandes criou "Bola de fogo, o homem do sol", inspirado no Tocha Humana da Marvel, o título teve apenas uma edição.
Em 1967, Colonesse cria para a editora Jotaesse, de José Sidekerskis, a sensual Mirza, a mulher vampiro. Para concorrer com a personagem, René Barreto Figueiredo criou Naiara, a filha do Drácula para a Taika, que no mesmo ano lançou o gibi Seleções Cômicas Apresenta Terrir. Essa publicação, que contava com ilustrações do artista italiano Nico Rosso, conhecido por seu trabalho em histórias de horror. O termo terrir — uma palavra-valise formada pela fusão de terror e rir — viria posteriormente a ser utilizado para classificar filmes brasileiros que combinavam comédia e elementos típicos do cinema de horror, sendo especialmente associado à obra do cineasta Ivan Cardoso a partir da década de 1970. Cardoso contou, em diversos de seus filmes, com roteiros de R. F. Lucchetti, escritor prolífico e figura fundamental na história dos quadrinhos e da literatura pulp de terror no Brasil, o cineasta chegou a adquiriu os direitos pra um filme com esboço escrito por Lucchetti, contudo, o filme nunca foi realizado.
Ainda em 1967, em Caxias do Sul, Altari Gelatti lança a revista Albatroz, editada, escrita, e desenhada por ele.
Entre 1967 e 1968, Eugênio Colonnese e Rodolfo Zalla produziram histórias de guerra para uma versão "Blazing Combat", da Warren Publishing, contudo, o projeto foi cancelado e as histórias permaneceram inéditas por muitos anos. Em 1961, Colonnese havia produzido histórias do gênero para a revista Tide War da editora britânica Fleetway Publications, ambos os artistas também ilustraram histórias publicadas no Brasil com roteiros de Luiz Meri. Zalla e Colonnese foram responsáveis pela utilização da linguagem dos quadrinhos em livros didáticos.
Em 1968, a Taika lança A Cripta, o personagem prncipal era o vampiro Nosferau, criado por Lucchetti e ilustrado por Nico Rosso, a revista teve cinco edições, a editora Graúna publica Homem-Fera, ilustrado por Rubens Cordeiro, sobre um domador de circo que passa atuar como herói com uma pantera, a editora também publicou Golden Guitar, herói inspirado no cantor Roberto Carlos e Mystico. No mesmo ano, o cartunista Daniel Azulay cria a tira Capitão Cipó, uma sátira aos super-heróis publicada no jornal Correio da Manhã.

O Judoka de Pedro Anísio

No final de 1969, a EBAL, por conta do cancelamento da Revista do Judô-Master (personagens da Charlton Comics nos EUA), encomenda a Pedro Anísio e Eduardo Baron um novo herói brasileiro: o artista marcial mascarado Judoka. O personagem tinha roteiros escritos por Pedro Anísio e desenhos de Eduardo Baron, Mário José de Lima, Fernando Ikoma e Floriano Hermeto de Almeida Filho. Em 1973, foi adaptado para os cinemas em um filme estrelado por Pedro Aguinaga e Elisângela); apesar do filme, a revista do herói foi cancelada no mesmo ano. A Rio Gráfica Editora também deu continuidade a personagens de faroeste, que tiveram suas histórias encerradas: Rocky Lane (revista licenciada baseado em Allan Lane, um ator de filmes do gênero) e Cavaleiro Negro  (Black Rider) da Marvel Comics; neste último, para suprimir material, a editora adaptou história de Durango Kid (que também era publicado pela EBAL) e do personagem espanhol Gringo, algumas delas produzidas pelos brasileiros Walmir Amaral, Gutemberg Monteiro e Juarez Odilon e pelo italiano Primaggio Mantovi; Primaggio mudara para o Brasil com apenas nove anos de idade. Amaral também ilustrou o mascarado Cavaleiro Fantasma (Phantom Ranger, de origem australiana), com arte-final de Milton Sardella.
Ainda pela editora, seriam produzidas histórias de Jim das Selvas por José Menezes e do Recruta Zero, de Mort Walker, e O Fantasma de Lee Falk, Walmir Amaral e Gutemberg Monteiro foram alguns dos artistas que produziram histórias do herói para editora. Walmir Amaral também produziu história para a revista do herói em lombada quadrada publicada pela editora Saber.
Em junho de 1969, é lançado o semanário O Pasquim criado pelo cartunista Jaguar, em parceira com os jornalistas Tarso de Castro e Sérgio Cabral. Também participaram da revista artistas como Ziraldo, Millôr Fernandes, Henfil, Prósperi e Fortuna; no semanário tinha um enfoque comportamental, e com a implementação do Ato Institucional Número Cinco, a publicação ganhou conotação política.
Horley Chiodi, filho de Victor Chiodi, funda a editora O Livreiro, dura apenas quatro anos.
Também em 1969, o personagem Zé do Caixão, criado e interpretado pelo ator e cineasta José Mojica Marins ganha sua primeira revista em quadrinhos: O Estranho Mundo de Zé do Caixão pela editora Prelúdio, mesmo título de um filme lançado no ano anterior, as histórias foram escritas por R. F. Lucchetti, que havia roteirizado o filme e desenhadas por Nico Rosso, pela mesma editora, Lucchetti roteirizou histórias de Juvêncio, o justiceiro do sertão, tal qual Jerônimo, o Herói do Sertão, era inspirado em uma série de rádio e vivia aventuras dignas do faroeste em pleno nordeste brasileiro, o herói possuía uma máscara, semelhante as de Zorro e Lone Ranger, a revista de Juvêncio foi publicada entre 1968 e 1969, também teve roteiros de Gedeone Malagola, Helena Fonseca e Fred Jorge e desenhos de Sérgio Lima, Rodolfo Zalla, Eugênio Colonnese e Edmundo Rodrigues, A editora foi fundada em 1952 e também  publicava cordéis, com capas em policromia, ao invés da tradicional xilogravura, algumas dessas capas foram feitas pelos quadrinistas Sérgio Lima e Eugênio Colonnese. A editora publicou  adaptações de cordéis em quadrinhos por Nico Rosso e Sérgio Lima, esse último responsável pelas quadrinizações de O Romance do Pavão Misterioso de José Camelo de Melo Rezende e "A Chegada de Lampião no inferno" de José Pacheco, ilustradas por Sérgio Lima. Essas adaptações não tinham balões de diálogos, apenas legendas ou recordatórios.
Em 1970, Oscar C. Kern lançou o fanzine Historieta.

#### Década de 1970

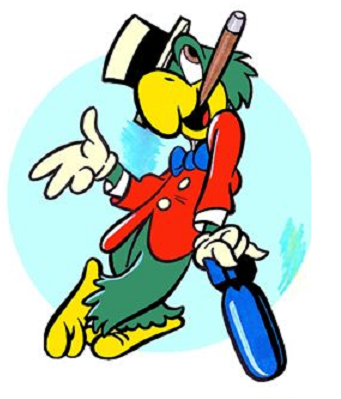
Zé Carioca, personagem da Disney que teve larga produção na Editora Abril

No início dos anos 1970, os quadrinhos infantis no país predominaram, com a publicação das revistas de Maurício de Sousa e a montagem pela Editora Abril de um estúdio artístico, dando oportunidade a que vários quadrinistas começassem a atuar profissionalmente, produzindo principalmente histórias do Zé Carioca e de vários personagens Disney, e também trabalhando com todos os personagens dos quais a editora adquirira os direitos, como os da Hanna-Barbera.
Em 1970, Primaggio Mantovi se torna diretor de arte da RGE; em 1972, lança pela editora a revista de um personagem criado por ele, o palhaço Sacarrolha; no ano seguinte, começa a trabalhar na editora Abril, produzindo história dos personagens Disney (roteirizando ou desenhando roteiros de outros artistas : Pato Donald, Mickey, 00-Zero, Superpateta, Peninha e logo assume o comando do "Centro de Criação do Grupo de Publicaçõ Infanto-Juvenis". Em 1975, Sacarrolha passa a ser publicado na editora Abril e nos suplementos Folhinha da Folha de S.Paulo e Hojinho do Jornal de Hoje do Rio de Janeiro.

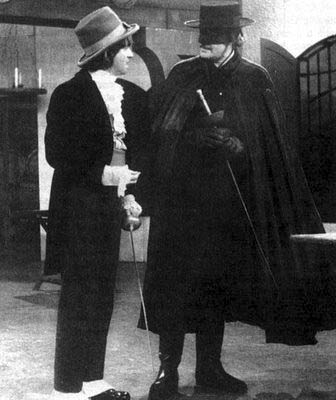
Guy Williams como Zorro

Primaggio também roteirizou histórias do Zorro, um personagem surgido nos pulps e que que não pertence a Walt Disney Company, mas que chegou a ser licenciado pela empresa. Em 1957, a Walt Disney produziu uma série de televisão live-action baseada na criação de Johnston McCulley; no ano seguinte a Dell Comics publicaria histórias na revista Four Color, desenhada por Alex Toth. Não era a primeira que histórias do herói eram publicadas no Brasil, algumas histórias da Dell criadas  antes da série da Disney foram publicadas na primeira versão da revista Edição Maravilhosa. O sucesso da série de televisão no Brasil, fez com que a Abril publicasse essas histórias produzidas por Toth e por outros artistas como Warren Tuffs, e o sucesso do personagem fez com que a editora encomendasse histórias produzidas por artistas brasileiros. Ivan Saidenberg e Primaggio eram responsáveis pelos roteiros e os desenhos eram executados por artistas como Rodolfo Zalla, Walmir Amaral, Moacir Rodrigues WSoares e Rubens Cordeiro.
O personagem não teve uma revista própria pela editora Abril, suas histórias foram publicadas nas revistas regulares Disney e alguns números da revista Edição Extra, a Abril foi impedida de ter uma revista chamada Zorro, uma vez que  EBAL publicava regularmente uma revista com esse título, onde também publicou o herói Lone Ranger. Em 1979, EBAL publicou novas histórias do herói, inicialmente publicando material estrangeiro, mas dois anos depois a editora encomendou uma série produzida por artistas brasileiros, com roteiros de Fernando Albagui e Franco de Rosa e desenhos de Arthur Garcia, Paulo Hamasaki e Sebastião Seabra.
Também em 1970, Jayme Cortez lança o livro Mestres da Ilustração pela Editora Hemus e em 1972, o Manual Prático do Ilustrador pela  Chiesi Livros.
Vale mencionar a tentativa da Editora Abril em abrir espaço para personagens e autores brasileiros, com o lançamento da Revista Crás! (1974-1975), que trazia alguns personagens satíricos como o Satanésio (de Ruy Perotti), Zodiako de Jayme Cortez e o Kaktus Kid (de Renato Canini, conhecido desenhista brasileiro do Zé Carioca).
Nessa década, também são realizadas exposições sobre como o "Primeiro Congresso Internacional de Quadrinhos", realizado em 1970  no Museu de Arte de São Paulo. O evento foi realizado pela Escola Panamericana de Arte e a Prefeitura de São Paulo, e teve exposições de originais e palestras de artistas brasileiros e estrangeiros.
Em 1971, surge no Rio Grande do Norte, o GRUPEHQ (Grupo de Pesquisa de História em Quadrinhos), nesse mesmo ano, publicam no jornal Diário de Natal, a coluna "Quadrinhos", que publicou as tiras Super-Cupim de Emanoel Amaral, O Coveiro de Reinaldo Azevedo e Tenente Wilson de Luiz Pinheiro, além de revistas independentes como "Gibi Notícias" e "Maturi", "Cabramacho" e "Igapó", a revista Maturi, inspirada nas publicações underground, chegou a ter colaboração de artistas de outros estados como Henfil, Watson Portela, Mozart Couto e Rodval Matias.
Também em 1971, é lançado o suplemento de quadrinhos Super Plá, nele foram publicadas tiras estrangeiras como O Fantasma, Tio Patinhas, Príncipe Valente, Popeye, Pinduca, Brick Bradford, Pafúncio e Marocas, Pato Donald, Príncipe Valente e Flash Gordon e duas brasileiras: O Praça Atrapalhado e Dr. Estripa, ambas de Eduardo Carlos Pereira, que assinava como Edú, apesar dos esforços, a publicava teve apenas sete edições.
A década também foi marcada pelo surgimento de revistas em quadrinhos de humor que mesclaram material estrangeiro e brasileiro e revista que resgataram tiras brasileiras e publicaram material inédito. Em 1971, surge a revista Grilo, uma revista no formato tabloide, as primeiras 24 edições da revista traziam tiras de jornal dos Estados Unidos: Peanuts, O Mago de Id, Pogo, entre outras, a partir da edição 25, a linha editora da revista sofre uma mudança, o formato tabloide é substituído pelo formato magazine e as tiras trocadas pelas histórias adultas: os underground comix de artistas como Gilbert Shelton e Robert Crumb e por material europeu como Paulette do francê Georges Wolinski e Valentina do italiano Guido Crepax, a revista foi publicada até 1972 e teve 48 edições. A Editora Noblet lança a revista Akim, um tarzanide italiano criado pelo roteirista Roberto Renzi e pelo desenhista Augusto Pedrazza.
Em 1972, Minami Keizi se desentende mediante os projetos editorais de Jinki Yamamoto, e sai da EDREL. Salvador Bentivegna já havia saído da editora após terminar de pagar as dívidas da Pan Juvenil e criara a editora Roval. Após a saída de Keizi, Paulo Fukue assume seu posto como diretor de arte, e chegou a ser interrogado nas dependências da Policia Federal por conta das publicações adultas da editora. Anteriormente, Keizi também fora chamado para prestar esclarecimento, porém nunca foi agredido. Por conta dessa ocorrência, Paulo e o irmão saíram da editora, posteriormente saiu Yamamoto, e por fim a EDREL foi desativada. No mesmo ano, Keizi cria um nova editora, Minami & Cunha Editores (M & C Editores), em parceira com Carlos da Cunha; pela editora, são publicadas duas revistas escritas por Gedeone Malagola, A Múmia (desenhado por Ignácio Justo) e O Lobisomem (um misto de lobisomem e vampiro, ilustrado por Nico Rosso e Kazuhiko Yoshikawa, ambas as séries haviam sido publicadas inicialmente pela GEP, onde era desenhada por Sérgio Lima), A Múmia é protagonizada pelos personagens Kharis e Ananka da série de filmes de mesmo nome da Universal Pictures. Minami Keizi roteiriza a série Mitoloria em quadrinhos, com desenhos de Nico Rosso, a série misturava humor e erotismo em histórias inspiradas na mitologia grega. A dupla Paulo Hamasaki e Paulo Fukue publicam o one-shot Sanjuro, O Samurai Impiedoso que conta a história de um samurai no Velho Oeste, o personagem foi inspirado no personagem do filme Tsubaki Sanjūrō (1962) de Akira Kurosawa.
A editora também publicaria quadrinhos da Marvel Comics: Doutor Estranho, publicado na revista Dr. Mistério, e Conan, o Bárbaro um personagem de espada e feitiçaria, criado por Robert E. Howard em 1932, nas páginas da revista pulp Weird Tales. Diferente de outros personagens surgidos nos pulps como Tarzan, Buck Rogers e O Sombra, Conan só ganhou versão em quadrinhos oficiais em 1970, quando a Marvel adquiriu a licença dos livros de Howard; coube ao roteirista Roy Thomas e aos artistas Barry Windsor-Smith e John Buscema produzirem as histórias do personagem. Thomas também criaria histórias para Kull, o conquistador; inicialmente, o personagem é anterior ao Conan e apontado como sendo o protótipo deste. Kull foi publicado no Brasil em 1973 com o nome Koll (afim de evitar piadas de duplo sentido) pela Roval, e a editora também publicou uma revista do Conan.
Ainda em 1972, o jornal O Globo lança o suplemento "O Globinho Supercolorido", que publicava entre outras coisas,uma tira do Incrível Hulk,  os europeus da revista francesa Pilote: Asterix de René Goscinny e Albert Uderzo, Lucky Luke de Uderzo e Morris e Valérian de Pierre Christin e Jean-Claude Mézières.
En 1973, a editora Graúna publicou uma revista pirata de Conan, chamando o personagem de Hartan, O Selvagem, surge a revista Patota, publicada no formato magazine, a revista publicou as páginas dominicais de Mafalda, Snoopy, Zé do Boné, Kid Farofa, O Mago de ID, Hagar, o Horrível, Nancy, Kelly, Pernalonga, entre outras; e as brasileiras Marly, de Milson Abrel Henriques e Dr. Fraud, de Renato Canini. A revista foi publicada até 1975 e teve 27 edições.
Em Outubro de 1973, o cartunista Henfil decide se mudar para os Estados Unidos; o autor fugia da ditadura vigente no Brasil e se tratava da hemofilia. Lá, Henfil consegue que a tira Os Fradinhos seja distribuída pela Universal Press Syndicate, e sofre com a censura do syndicate e resolve voltar para o Brasil em 1975. Henfil descreve o período em que viveu nos Estados Unidos em seu livro Diário de um Cucaracha.

Wilson Vianna e o cantor Roberto Carlos no programa Clube do Capitão AZA na TV Tupi (1968).

Ainda em 1973, a editora O Cruzeiro publicou histórias em quadrinhos do Capitão Aza na revista O Cruzeiro Infantil, personagem interpretado por Wilson Vianna em um programa da TV Tupi Rio de Janeiro (uma das empresas pertencente ao grupo Diários Associados). Em 1976, no Diário de Noticias, Capitão AZA teve tira produzida por Cláudio Almeida (roteiro) e Carlos Chagas (desenhos). Curiosamente, Wilson Vianna havia interpretado outro personagem que havia sido adaptado para os quadrinhos, o Capitão Atlas, criado por Péricles do Amaral, entre 1962 e 1967, Vianna apresentou o Clube do Capitão Atlas nos canais TV Rio e TV Excelsior Rio de Janeiro.
O cartunista cearense Mino lança o Capitão Rapadura no Almanaque Mino.
Em 1974, surge o primeiro Salão Internacional de Humor de Piracicaba, sendo tal evento uma evolução dos "salões de caricaturas" criados por Edson Rontani. Anos mais tarde, o filho de Edson Rontani, Edson Rontani Junior, se tornaria presidente do evento Surge a Eureka da Editora Vecchi, editada pelo cartunista Ota, a revista também seguia o formato magazine e trazia as tiras Versus, de Jack Wohl; Os Bichos, de Rog Bollen; Feiffer, de Jules Feiffer; Manhê, de Mell Lazarus; Pafúncio e Marocas, de Kavanagh e Camp; entre outras, da edição 11 passou a publicar tiras que havia sido publicadas na Patota:O Mago de ID  e Marly, além de Vizunga de Flavio Colin; Jeff Hawke, de Sydney Jordan; A Morte do Samurai, de Julio Shimamoto; Iznogoud, de Goscinny (autor de Asterix) e desenhada por Tabary, entre outras. a revista também publicou biografias de autores e análise de lançamentos brasileiros e estrangeiros e foi publicada até 1979. Em 1974, – Ivan Pinheiro Machado e Paulo de Almeida Lima criam a L&PM Editores, o primeiro título da editora, é uma coletânea das tiras Rango de Edgar Vasques, Vasques, Ivan e Almeida, haviam sido sócios em uma empresa de publicidade criada em 1970.
Em 1975, a editora O Cruzeiro é fechada e por conta disso a revista O Cruzeiro Infantil é cancelada.

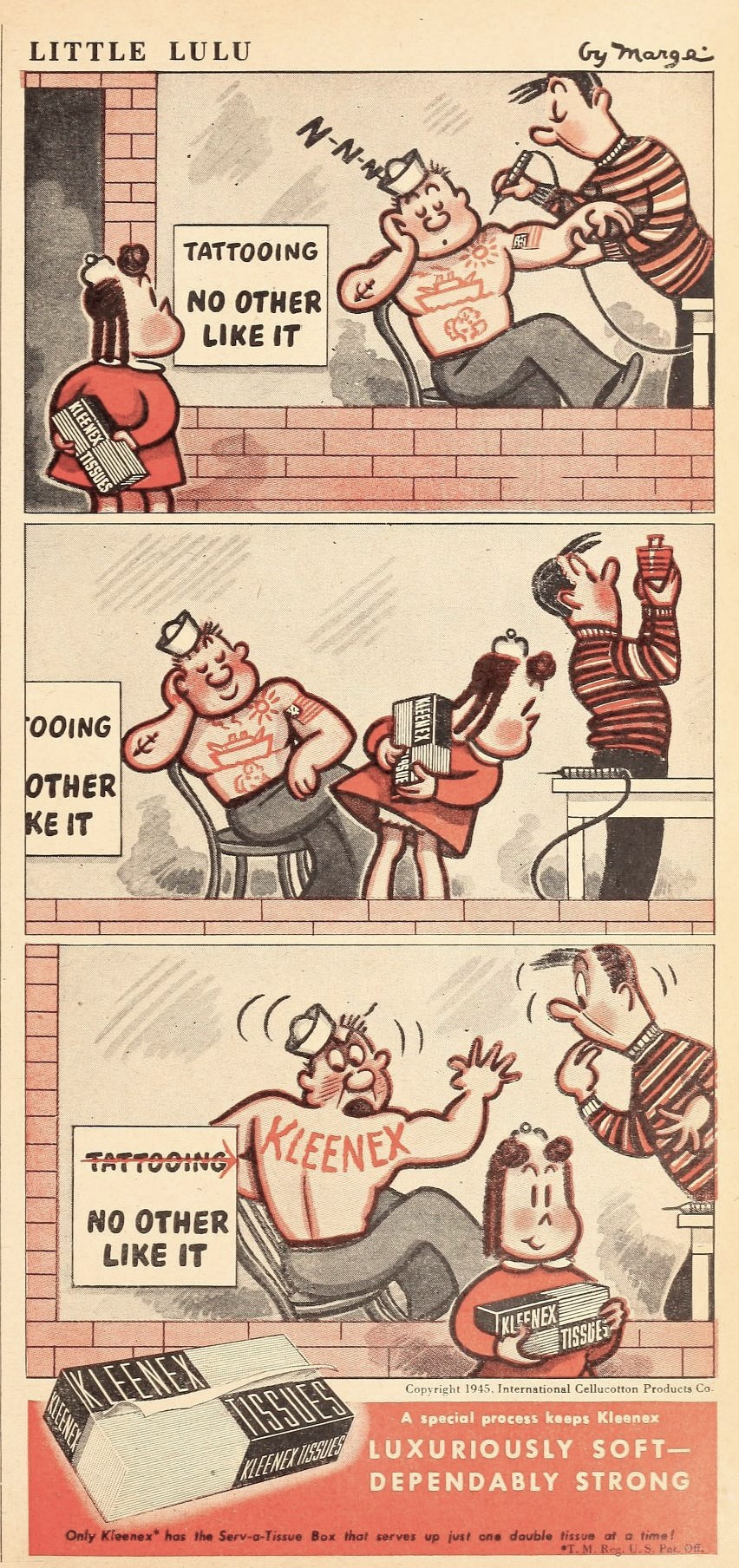
Luluzinha foi um dos títulos assumidos pela Editora Abril, após o fechamento da editora O Cruzeiro

As editoras Vecchi e Abril assumem os títulos da editora; a Vecchi fica com os títulos da Harvey Comics: Gasparzinho e Brasinha, e a Abril com Luluzinha (tendo inclusive histórias produzidas por autores locais como Primaggio Mantovi). e Heróis da TV, trazendo os super-heróis da Hanna Barbera como Space Ghost, Herculóides, entre outros, produzidas pela editora Gold Key (selo da Western Publishing), além de histórias produzidas por artistas brasileiros.
A Vecchi, sob o comando de Ota, também publica quadrinhos franco-belgas infanto-juvenis como Strunfs de Peyo e Spirou e Fantásio por Franquin.
No mesmo ano a Bloch Editores assume os títulos Marvel no Brasil; diferente da EBAL, que publicava apenas alguns títulos, a Bloch assumiu todos os títulos, evitando que fossem negociados com as editoras menores, e com isso publicou os principais personagens e outros títulos recentes como Conan, A Tumba de Dracula e Mestre do Kung Fu. A editora usou a mesma estratégia da EBAL, a série animada The Marvel Super-Heróis, era exibida no programa do Capitão Aza, e Wilson Viana criou o Clube do Bloquinho. O programa do Capitão Aza veiculava anúncios das revistas da Bloch e estas traziam anúncios ao programa da Tupi. Mestre do Kung Fu era publicado pela EBAL na revista Kung Fu; o personagem foi criado pela Marvel Comics para aproveitar o sucesso dos filmes estrelados por Bruce Lee e pela série de TV Kung Fu, estrelada por David Carradine. A editora não conseguiu licença para criar uma revista do personagem, já que a série era produzida pela Warner Bros. (dona da DC Comics), então resolveu adquirir a licença do vilão chinês Fu Manchu, e fez com que Shang Chi, o Mestre do Kung, fosse filho de Fu Manchu e, ao descobrir os negócios do pai, se torna um herói. Inicialmente os desenhistas foram orientados a se inspirar nas feições de David Carradine (cujo personagem na série Kung Fu era um sino-americano), com a entrada de Paul Gulacy, Shang Chi, passou a ser retratado com as feições de Bruce Lee, assim como em O Judoka, a EBAL encomendou aos artistas da casa que criassem um substituto para Shang Chi, e surge Kung Fu, personagem criado por Hélio do Soveral, ilustrado por José Menezes e Márcio Costa, que também inspirado em David Carradine, e que usava um quimono vermelho parecido com o de Shang Chi. Na mesma revista, a EBAL publicaria Richard Dragon da DC Comics, Yang da Charlton Comics (outro personagem inspirado em David Carradine) e do estúdio espanhol Seleciones Ilustradas, outra semelhança com O Judoka, e o Kung Fu não teve mais histórias publicadas ou republicadas após a edição 27. A revista Mestre do Kung, da Bloch, também publicaria material brasileiro, e para completar as edições eram publicadas histórias criadas por Julio Shimamoto, a revista teve 31 edições; até mesmo Yang, anteriormente publicado pela EBAL, ganhou um título próprio pela Bloch. Para a Vecchi, Soveral adaptou a fotonovela italiana Jacques Douglas, ilustrada por Francisco Sampaio, a revista trazia contos policiais e histórias em quadrinhos.
As revistas da Bloch foram muito criticadas, a editora adotou o formatinho ao invés do formato americano; além de serem impressas em baixa qualidade, as cores de vários personagens apareciam trocadas, e a editora optou por publicar histórias inéditas de vários personagens, menos do Homem-Aranha, pois as mesmas já haviam sido publicadas pela EBAL. A parceira com a TV Tupi duraria até 1978. A editora publicou pela primeira vez no país a quadrinização do primeiro filme da franquia Star Wars.

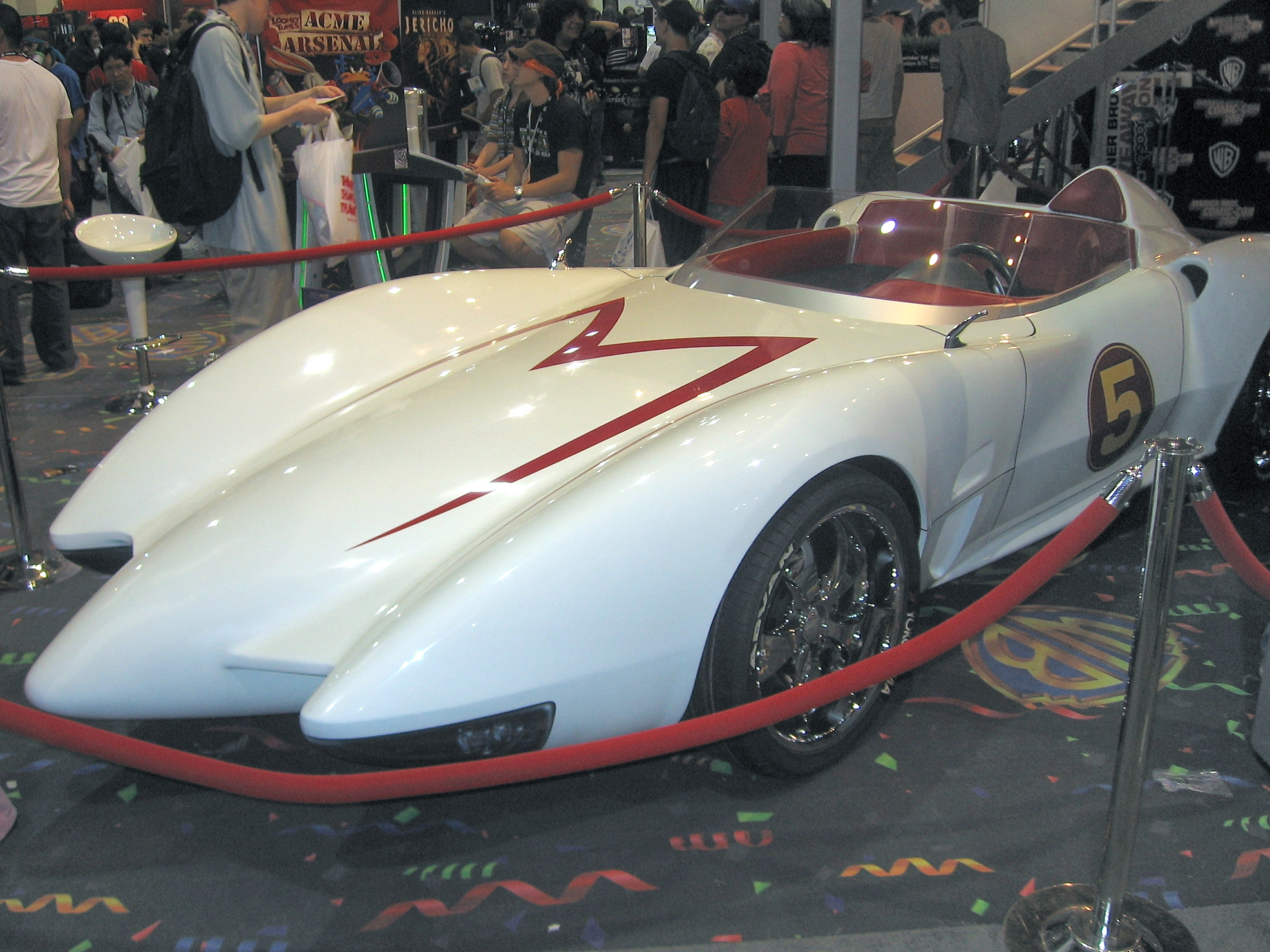
Mach 5, o carro superequipado de Speed Racer, personagem que teve uma revista publicada pela Editora Abril

Entre 1976 e 1987, a Bloch editores publicou revistas baseadas no grupo de humoristas Os Trapalhões, e a publicação foi produzida pelo estúdio do quadrinista Ely Barbosa.
Outro desenho exibido no programa do Capitão Aza, e que ganharia uma revista em quadrinhos no Brasil, era Speed Racer (Mach Go Go Go no original), série de animação japonesa. A Editora Abril publicou a revista Speed Racer, mas ao invés de publicar o mangá original, produzido pelo seu criador Tatsuo Yoshida, optou por importar da Argentina histórias publicadas pela Editorial Abril de César Civita, a revista brasileira também publicou histórias produzidas por autores locais.
A metade da década é marcada pelo lançamento de diversos títulos de terror; em 1976, a Rio Gráfica Editora lanças as revistas Kripta e Shock, revistas no formato americano e em preto e branco, baseada nas revistas Eerie (publicada em Kripta) e Creepy (publicada em Shock) da americana Warren Publishing, após 5 edições, a Shock é cancelada e a Kripta passa a publicar histórias de ambas as revisas da Warren. A editora americana iniciou sua linha de terror em 1964, adotou o formato magazine (formato de revistas grandes como a brasileira Veja) e impressa em preto e branco, e para evitar censura do Comics Code Authority, utilizou uma solução criada por William Gaines, da EC Comics, na revista satírica Mad em 1955 (um ano após a implantação do código). Jim Warren criador da Warren Publishing, convidou vários artistas que haviam trabalhado na EC antes da implantação do código.
No mesmo ano, a editora Vecchi publica a revista Mad, sob o comando do cartunista Ota, que iniciou a carreira na EBAL. Mad mesclaria material americano e brasileiro.
Em 1974, a RGE lança a revista Gibi Semanal, em homenagem à revista publicada pelo jornal O Globo; a revista era inspirada nos suplementos de jornal e trazia personagens de tiras e revistas em quadrinhos. Editada por Sonia Hirsch, em sua primeira edição teve uma introdução escrita por Alvaro de Moya. A revista publicou não apenas tiras americanas, mas também a francesa Iznogoud de Goscinny; as italianas O Mestre, de Milo Milani e A. Di Gennaro; Sturmtruppen, de Bonvi (Régis Bonvicini) e Os Aristocratas, de Alfredo Castelli e Franco Tacconi; a inglesa Os Panteras, de John Burns e P. Douglas; e as brasileiras Seixo Rolado, de Demasi, Kathia e Appel; Zig e Zag, de S. Miguez; Olimpo, de Xalberto; Zezinho, de Javê; Kateka, de Britvs; e Lolita e Sócrates, de Archimedes dos Santos. No ano seguinte, surge o Almanaque do Gibi, Gibi Especial e Almanaque do Gibi Nostalgia, que publicaram arcos de histórias completos das tiras de jornal, inclusive a tira brasileira A Garra Cinzenta, publicada no suplemento A Gazetinha. Em 1976, surge o Almanaque do Gibi Atualidade que publicou títulos europeus adultos: as séries italianas Valentina de Guido Crepax, Corto Maltese de Hugo Pratt, Scarlett Dream, dos franceses Robert Gigi e Claude Moliterni, e a brasileira Ano da Mulher, de Luiz Gê.
Em 1975, surge a revista O Bicho criada por Fortuna, a revista era publicada pela Codecri (mesma editora do jornal O Pasquim), a revista publicou histórias de Márcio Pitliuk e Paulo Caruso, o próprio Fortuna, Guidacci, Nani e Coentro, além de resgatar os trabalhos de artistas veteranos, foi publicada as tiras Ignorabus, o contador de histórias de Carlos Estevão e Millor Fernandes e O Capitão de Jaguar (publicada em 1962 na revista Senhor), na segunda edição da revista, foi publicada uma entrevista com Henfil (que conta sua experiência com os syndicates americanos), no número seguinte com Luiz Sá, veterano da revista O Tico-Tico, a revista só foi publicada até 1976 e teve apenas nove edições, (a edição 0 foi distribuída gratuitamente).  Em 1976, a Codecri publica a história "A Guerra do Reino Divino" de Jô Oliveira, a história havia sido publicada dois anos na revista italiana Alterlinus, a arte do Jô é bastante influenciada pela técnica da xilogravura presente nos cordeis.
Na linha da crítica política e social apareceu a revista Balão, de autoria de Laerte Coutinho e Luiz Gê e publicada por alunos da USP, mas com a curta duração de dez números. Além da dupla de criadores, a revista revelou vários autores igualmente consagrados até hoje, como os irmãos Paulo e Chico Caruso, Xalberto, Sian e Guido (ou Gus), entre outros.
Em 1976 a Editora Grafipar, que inicialmente publicou livros, resolveu entrar no mercado de quadrinhos. Em 1978, Claudio Seto montou um Núcleo de Quadrinhos na editora, que teve nomes como Mozart Couto, Watson Portela, Rodval Matias, Ataíde Braz, Sebastião Seabra, Franco de Rosa, Flavio Colin, Julio Shimamoto, Gedeone Malagola, entre outros. Na editora, Seto publicou novas histórias da Maria Erótica; logo na primeira edição da nova revista da Maria Erótica, o antigo colega de Seto na EDREL, Minami Keizi, produziria uma história erótica com arte de Shimamoto, e Keizi assinou o trabalho com o pseudônimo feminino "Jane West".
Ainda em 1976,Mauricio de Sousa lança a tira Turma do Pelezinho, baseada no jogador de futebol Edson Arantes do Nascimento, o Pelé, no ano seguinte, a série ganha uma revista pela Editora Abril.
Em 1977, a Editora Três publica uma revista baseada no boneco Falcon da Estrela, a versão brasileira de G.I. Joe da Hasbro. Falcon teve roteiros dede Ivan Saidenberg e Walter Negrão, e arte de Antonino Homobono e Michio Yamashita. Em 1982, a Marvel Comics publicaria uma série de quadrinhos baseada na franquia G.I. Joe; a séria foi publicada no Brasil pela editora Globo (1987) e editora (1993). A Editora Abril publica Pancada, uma versão brasileira da Cracked, uma concorrente da Revista Mad, assim como a Mad da Vecchi, teve histórias de autores locais como Renato Canini, Ivan Saidenberg, Waldyr Igayara de Souza e Napoleão Figueiredo.
Em 1977, é lançada a revista Spektro da Editora Vecchi, editada por Ota, a revista começou publicando histórias de terror das editoras Gold Key (de onde tirou o título, baseado na revista Dr. Spektro), Charlton (Dr.Graves) e Fawcett (Dr. Morte e Dr. Mistério), seguida por histórias de terror  (Dr.Graves) e ficção científica da Charlton Comics, logo publicaria histórias locais, inicialmente republicando histórias logo em seguida, publicou histórias de autores brasileiros da década de 1960, publicadas pela Editora Outubro, começando com "O Retrato do Mal" de Jayme Cortez, logo em seguida, histórias de Flavio Colin e Júlio Shimamoto, que na época estavam trabalhando em publicidade. logo publicaria histórias de Manoel Ferreira, Itamar, Cesar Lobo, Eugênio Colonnese, Ataíde Braz, Roberto Kussumoto, Elmano Silva, Watson Portela, Ofeliano de Almeida, Ivan Jaf, Júlio Emílio Braz, Carlos Patati, entre outros. As histórias americanas e brasileiras apresentavam notável diferença: as histórias brasileiras traziam conteúdo mais adulto, podendo até trazer cenas de sexo, caso fosse necessário.
Ainda em 1977, a bibliotecária Sônia Luyten cria a "Quadreca", uma revista dedicada a estudos acadêmicos sobre quadrinhos publicada pela Escola de Comunicações e Artes da Universidade de São Paulo, a quarta edição da revista, publicada em 1978, foi dedicada aos mangás (quadrinhos japoneses), seus estudos foram posteriormente ampliados em nos livros Mangá, o poder dos quadrinhos japoneses (2000) e Cultura Pop japonesa: anime e mangá (2006), ambos publicados pela editora Hedra. Ainda em 1978, Hélio do Porto lança pela Argos, O grande livro do terror com histórias de veteranos como Jayme Cortez, R. F. Lucchetti, Flavio Colin, Julio Shimamoto e Sérgio Lima, a edição trazia uma republicação e uma história inédita.
Em meados da década de 1970, a Bloch Editores, que na época possuía licença dos Quadrinhos Marvel, resolveu publicar títulos de terror  da editora sob o selo Capitão Mistério: A Tumba de Drácula e Frankenstein, Lobisomem (Werewolf By Night), Múmia Viva, Aventuras Macabras, Cine-Mistério, Histórias Fantásticas, em 1971, as regras do Comics Code se tornaram mais brandas. A Marvel Comics passou a publicar títulos de terror,  tal como acontecera com os título anteriores de terror, essas revistas também deram  espaço para a produção local, é o caso de A Múmia Viva, que originalmente era um título da múmia N'Kantu da Marvel Comics, criada por Steve Gerber (roteiro) e Rich Buckler (desenhos), o escritor e roteirista Rubens Francisco Lucchetti criou uma nova  série sobre a múmia, que também qual a série de Gedeone Malagola nas editoras GEP e M&C, é protagonizada pelo personagem Kharis da série de filmes A Múmia da Universal Pictures, essa nova série teve desenhos de Julio Shimamoto. Outras séries publicadas foram Drácula, que teve histórias ilustradas  por José Menezes e  Antonino Homobono, Lucchetti e José Mezenes também continuaram as histórias do Monstro de Frankenstein, já o Lobisomem, foi inicialmente ilustrado por Flavio Colin e depois por Homobono, o personagem da Marvel foi renomeado, Jack Russel virou Tab Russel.

Em 1978, a Editora Abril lança o "Projeto Tiras", dirigido por Ruy Perotti e coordenado por Wagner Augusto. O projeto visava a criação de um syndicate: entre as tiras, estavam Carrapicho, de Carlos Avalone, Insecto City, de Claudino e Paulo Paiva, Tibica de Renato Canini, Bingo de Paulo José e O Veterinário de Primaggio Mantovi. Contudo, o projeto não durou muito tempo.

Katy Apache de Claudio Seto

Em 1979, a Rio Gráfica Editora e a Editora Abril passam a publicar os títulos da Marvel Comics (usando o formatinho, adotado pela Bloch, usado até mesmo pela EBAL nos títulos da DC); a RGE ficou com os personagem Quarteto Fantástico - renomeados para "Os Quatro Fantásticos", por conta da tradução de um desenho animado do grupo exibido pela TV Globo de Marinho a partir de 1978 e produzido pela Hanna Barbera em 1967 -, X-Men (mais precisamente Os Novos X-Men criados por Len Wein e Dave Cockrum), Homem-Aranha, Nova, Hulk, Mulher-Hulk e Rom, o Cavaleiro do Espaço; com a editora Abril ficaram Capitão América, Thor, Homem de Ferro, Mestre do Kung Fu, Surfista Prateado, Punho de Ferro, entre outros. Nesse mesmo ano, a editora Vecchi publica o faroeste Chet, criado pelos irmãos Wilde e Watson Portela, publicado na revista Ken Parker, uma série de faroeste italiana da Sergio Bonelli Editore, Chet também teve histórias por Eduardo Vetillo, Ofeliano de Almeida e Antonino Homobono. Algo parecido havia sido experimentado pela Noblet, que republicou as história da série O Gaúcho, de Júlio Shimamoto, na revista do Carabina Slim (outra série italiana) publicada em 1975. Ainda em 1979, a Apla, passa a se chamar Ica Press. A EBAL lança Capitão Z Apresenta: Ano 2000, trazendo histórias da revista britânica 2000 AD como Juiz Dredd e Dan Dare, contudo a revista durou apenas dez edições.
Claudio Seto também lança uma nova personagem com apelo erótico, desta vez no gênero faroeste, Katy Apache, uma brasileira criada entre índios apaches, a ideia inicial era publicar o faroeste italiano Swea Otanka, sobre uma índia loira descendente de vikings. Katy se parecia coma personagem de Raquel Welch no faroeste Hannie Caulder de 1971, onde vestia apenas um poncho. Seto desenhou apenas as primeiras histórias, sendo substituído por Mozart Couto; também pela Grafipar, Mozart Couto publicou Jackal e Watson Portela Rex, inspirado em Jonah Hex da DC Comics.

#### Década de 1980

O Menino Maluqinho de Ziraldo.

Em 1980, o cartunista Ziraldo lançou o livro O Menino Maluquinho. O personagem também foi adaptado para os quadrinhos pela editora Abril, onde foi publicado entre 1989 e 1994.
Em 1981, Rodolfo Zalla e Eugênio Colonnese transformam o estúdio D-Arte em editora, que foi responsável pelos títulos Calafrio e Mestres do Terror. Para imprimir as revistas, Zalla utilizava as gráficas da IBEP, onde ele e Colonnese haviam introduzidos a linguagem dos quadrinhos nos livros didáticos A editora também publicou uma nova revista do palhaço Sacarrolha, de Primaggio Mantovi. A EBAL publica uma quadrinização de Casa Grande & Senzala de Gilberto Freyre por Ivan Wasth Rodrigues. Colonnese resolve criar novas histórias da Mirza para a revista Mestres do Terror, criando uma capa onde a personagens estava com os seios amostra, temendo represaria da censura, Zalla resolve cobrir os os seios da personagem, ambos acabam  brigando e Zalla resolve criar  Nádia, a filha do Drácula, em parceria com o roteirista Toni Rodrigues. Também nas páginas da  da Mestres do Terror, Gedeone Malagola publica a terceira versão do Lobisomem, dessa vez ilustrado por Rodval Matias.
Após o cancelamento da revista Kripta, a Rio Gráfica Editora lança 3ª Geração - uma nova mutação de Kripta, que publicou histórias de ficção científica e fantasia da Marvel Comics e da revista underground Witzend e teve capas pintadas por Carlos Chagas.
Entre 1982 e 1988, a Rio Gráfica Editora retomou a produção brasileira de "O Fantasma" e Walmir Amaral foi convocado para produzir as histórias do personagem. Além de Amaral, Adauto Silva, Wanderley Mayhe, Milton Sardella e ainda Júlio Shimamoto e Antonino Homobono desenharam as histórias do personagem. As histórias não eram assinadas, Shimamoto costumava dar o nome "Shima" em alguns dos produtos presentes na história, o mesmo recurso havia sido usado por Renato Canini, nas histórias do Zé Carioca e pelo americano Keno Don Rosa, que quando produzidas histórias do Tio Patinhas, usava a sigla DUCK (Dedicated to Uncle Carl by Keno -  dedicada ao tio Carl por Keno).
Segundo Amaral, algumas histórias brasileiras chegaram a ser exportadas para a Suécia. Logo depois, a editora passaria a importar histórias produzidas em países como Holanda, Bélgica e Dinamarca.
Em 1982, Claudio Seto elaborou uma nova tentativa de publicar mangás brasileiros pelo selo Bico de Pena da Grafipar e criou as revistas "Super-Pinóquio" (inspirado em Astro Boy e Pinóquio de Carlo Collodi) e "Robô Gigante", trazendo a principal história protagonizada por um mecha (robô gigante) escrita por Seto e ilustrada por Watson Portela e Ultraboy (uma espécie de Ultraman brasileiro), de Franco de Rosa, mas ambas as revistas só tiveram apenas uma edição. Nesse mesmo ano, a editora lançou a revista Almanaque Xanadu, com histórias ilustradas por  Watson e Mozart Couto, Portela produz duas histórias com estilos distintos: Em A saga de Xanadu, escolhe novamente o estilo mangá  e em Voo livre faz referência ao trabalho do francês Jean Giraud, mas conhecido como Moebius. A publicação trazia matérias sobre a revista Heavy Metal (uma versão americana da revista francesa Métal hurlant) e de um filme animado baseado nos quadrinhos publicados pela revista.
Seto também criaria uma personagem de faroeste, Katy Apache, uma brasileira criada entre índios apaches, a ideia inicial era publicar o faroeste italiano Swea Otanka, sobre uma índia loira descendente de vikings. Katy se parecia coma personagem de Raquel Welch no faroeste Hannie Caulder de 1971, onde vestia apenas um poncho. Seto desenhou apenas as primeiras histórias, sendo substituído por Mozart Couto; também pela Grafipar, Mozart Couto publicou Jackal e Watson Portela Rex, inspirado em Jonah Hex da DC Comics. Outras editoras investiram no gênero; a D-Arte publicou Johnny Pecos, de Rodolfo Zalla, o Chacal foi publicado pela Vecchi, de forma semelhante ao Judoka da EBAL. Em 1980, a Vecchi publicou a série italiana Judas, que era o pseudônimo de Allan Pinkerton; a editora traduziu o nome do cowboy para Chacal, mas após 16 edições, o roteirista Antônio Ribeiro criou um novo Chacal, cujo verdadeiro nome era Tony Carson (pseudônimo usado por Antônio Riberto em livros de bolso de faroeste, publicados pela editora Monterrey). Anos mais tarde, Judas seria publicado com seu nome original pela editora Record, e o Chacal ganharia títulos próprios Nova Sampa e pela BLC Edições. A exemplo dos atores americanos de filmes de faroeste, o empresário Beto Carrero ganhou um título de faroeste, publicado pela CLUQ, com roteiros de Gedeone Malagola e arte de Eugênio Colonnese.
As editoras voltariam a explorar o faroeste, a D-Arte publicou Johnny Pecos, de Rodolfo Zalla, o Chacal foi publicado pela Vecchi, de forma semelhante ao Judoka da EBAL. Em 1980, a Vecchi publicou a série italiana Judas, que era o pseudônimo de Allan Pinkerton; a editora traduziu o nome do cowboy para Chacal, mas após 16 edições, o roteirista Antônio Ribeiro criou um novo Chacal, cujo verdadeiro nome era Tony Carson (pseudônimo usado por Antônio Riberto em livros de bolso de faroeste, publicados pela editora Monterrey). Anos mais tarde, Judas seria publicado com seu nome original pela editora Record, e o Chacal ganharia títulos próprios Nova Sampa e pela BLC Edições. A exemplo dos atores americanos de filmes de faroeste, o empresário Beto Carrero ganhou um título de faroeste, publicado pela CLUQ, com roteiros de Gedeone Malagola e arte de Eugênio Colonnese.
Em 1982, a revista da Turma do Pelezinho é cancelada, contudo, a tira e os almanaques publicados pela Editora Abril continuaram até 1986 por conta da Copa do Mundo FIFA, realizada no México.

Capa da primeira edição das Superaventuras Marvel

Em 1983, a Editora Abril assume completamente os títulos da Marvel Comics; logo em seguida, no mesmo ano, consegue os direitos dos personagens da DC, até então publicados pela EBAL. Com a finalidade de situar os leitores da Marvel, após tantas mudanças da editora, lança o projeto do Dicionário Marvel, um dicionário enciclopédico encartado em forma de fascículos (uma ou duas páginas) nas edições das revistas da Heróis da TV, Capitão América, Superaventuras Marvel, Incrível Hulk e Homem-Aranha. Foram publicadas, ao todo, 258 páginas, e a editora chegou a prometer uma capa, o que nunca aconteceu. Em 1987, Hélcio de Carvalho e Jotapê Martins (tradutor dos títulos da Marvel) saem da editora Abril e criam o Estúdio Artecomix. Em 1984, a Grafipar é encerrada, e Franco de Rosa passa a trabalhar na Folha da Tarde e na editora NG (que passaria a ser conhecida como Maciota e depois como Press), ele voltou a produzir histórias do Zorro, na editora, Franco de Rosa e Sebastião Seabra trabalharam em quadrinhos eróticos como Sexo em Quadrinhos, Coisas Eróticas e Close - Quadrinhos Eróticos, essa última inspirada na modelo transexual Roberta Close, nesses trabalhos, Seabra adotou o pseudônimo de Sebastião Zéfiro, que era uma uma homenagem a Carlos Zéfiro e ao mesmo tempo, um recurso para não prejudicar seu trabalho como ilustrador de livros didáticos e infantis.
Nesse mesmo ano, é criado o Dia do Quadrinho Nacional, comemorado no Dia 30 de Janeiro; a data foi instituída pela  Associação dos Quadrinhistas e Caricaturistas do Estado de São Paulo (AQC-ESP) em homenagem à data da primeira publicação de As Aventuras de Nhô Quim ou Impressões de Uma Viagem à Corte em 1869. A associação também cria o Prêmio Angelo Agostini, um prêmio para artistas brasileiros realizado no dia 30 de Janeiro, no mesmo ano, a Academia Brasileira de Letras e a Associação Brasileira de Imprensa, instituem o "Dia Nacional das Histórias em Quadrinhos", em homenagem aos 50 anos do lançamento do Suplemento Juvenil.
Em 3 de fevereiro de 1984, é criada a Associação Brasileira de Desenhistas de Mangá e Ilustrações (Abrademi). No mesmo ano, Osamu Tezuka visita o Brasil e é apresentado a uma exposição com trabalhos de vários artistas brasileiros. Algum tempo depois, Tezuka conhece o brasileiro Mauricio de Sousa, com que estabelece uma amizade. Ambos planejaram um crossover entre seus personagens em longa-metragens de animação, mas o projeto foi engavetado após a morte de Tezuka em 1989.
Em agosto de 1984, o fanzine Quadrix de Worney Almeida de Souza abrigou edições dedicadas produzidas pela Abrademi, em novembro do mesmo ano, a entidade lançou aquele que é considerado o primeiro fanzine dedicado a anime e mangá do Brasil, o Clube do Mangá, editado por Júlia Takeda e Nobu Chinen, com colaboações de Cristiane Akune, Sumire Mizawa, Luri Maeda e Roberto Kussumoto, o fanzine foi inspirado em uma publicação do artista japonês Shotaro Ishinomori, publicado antes de ser famoso. O Quadrix também foi responsável pela republicação da tira brasileira A Garra Cinzenta. Editoras como Maciota e Nova Sampa dão espaço para desenhstas de origem japonsa com influências de mangá como Luri Maeda, Julia Takeda e Neide Nakasato.
A Press Editorial publica antologias de terror e ficção científica como Vampiro, Medo, Gritos de Terror, Horror, Andróide, Superficção, Contato Imediato e Radar, com trabalhos de E. C. Nickel, Mozart Couto, Watson Portela, entre outros, além de uma versão em bancas do fanzine Históriea de Oscar Kern.
Tamém na Andróide,Deodato Borges e o filho Deodato Borges Filho publicam 3000 Anos Depois, uma história de ficção científica pós-apocalíptica. A história também foi publicada de forma idenpendente e até fora do páis na revista Schwermetall, a versão alemã da revista francesa Métal Hurlant  e no mercado americano com o título Fallout 3000. Eles também assinam  A História da Paraíba em quadrinhos.
Em 1985, a Rio Gráfica publica Transformers, uma série licenciada pela Marvel, de robô gigantes de origem japonesa, pertencente a Hasbro. A editora Abril publica a quadrinização do segundo filme de Star Wars, O Império Contra-Ataca nas páginas da revista O Incrível Hulk.
Pela Nova Sampa, o casal Ataíde Braz e Neide Harue lança em 1985, a série em estilo mangá "Drácula A Sombra da Noite", série influenciada pelo livro Drácula de Bram Stoker, a série foi encerrada em 1987 com a publicação de O Retorno de Drácula - Vampiro no Ragtime".
Para aproveitar a passagem do Cometa Halley no ano seguinte, é lançada franquia "A Era dos Halley" de Marcelo Diniz, desenvolvido por Luiz Antonio Aguiar (roteiro) e Lielzo Azambuja (desenhos), a franquia teve tiras diárias publicadas pelo jornal O Globo e uma revista em quadrinhos publicada pela Editora Abril, com histórias roteirizadas pelo próprio Luiz Antonio Aguiar, Ives do Monte Lima e Salete Brentan e desenhos de Napoleão Figueiredo e Roberto Kussumoto, a revista foi publicada entre Outubro de 1985 e Junho de 1986.
Em 1986, as Organizações Globo compram a Livraria do Globo, e com isso a Rio Gráfica Editora pode ser chamada de Editora Globo. Em 1987, Mauricio de Sousa transfere os títulos da Turma da Mônica para a editora, que em 1988, publica uma nova revista da Turma do Pelezinho.
Nessa época também foram publicadas as aventuras de Leão Negro, de Cynthia e Ofeliano de Almeida, divididas em tiras do jornal O Globo, um álbum publicado no Brasil e em Portugal. Surge a Circo Editorial, editora criada por Luiz Gê e Toninho Lima, pela editora foram publicadas as revistas Circo (onde foram publicadas histórias de Laerte Coutinho, do próprio Luiz Gê, de Paulo Caruso, do americano Robert Crumb, do francês Moebis, entre outros) Chiclete com Banana de Angeli, Geraldo de Glauco e Níquel Náusea de Fernando Gonsales, nessa época Angeli e Glauco publicava tiras no jornal Folha de S.Paulo, a editora encerrou suas atividades em 1995.
Além da Grafipar, outras editoras investiram em revistas baseadas em séries de ação japonesas, chamadas de tokusatsu. Entre 1982 e 1986, a Bloch Editores publicou uma revista não-licenciada de Spectreman; desenhada por Eduardo Vetillo, a revista era produzida no estilo dos comics de super-heróis. No final da década de 1980 foi a vez da EBAL lançar revistas baseadas em séries da Toei Company: Jaspion, Changeman, Machine Man, Sharivan, entre outras, as revistas foram produzidas pelo Studio Velpa, com roteiros de Ataíde Braz e Alexandre Nagado e desenhos de Roberto Kussumoto, Neide Harue  e Edson Kohatsu, no início da década seguinte, os títulos foram transferidos para a Editora Abril, novamente com roteiros de Nagado e também de Marcelo Cassaro e Rodrigo de Góes e desenhos de Aluir Amancio, Marcello Arantes, João Pacheco, Jaime Podavin, Watson Portela e Arthur Garcia. A Editora Abril também publicou revistas baseadas nos desenhos animados da Filmation: He-Man e Bravestarr. Inicialmente a revista He-Man publicou histórias da Marvel Comics/Star Comics, e posteriormente publicou histórias produzidas pelo roteirista Gedeone Malagola (He-Man) e os desenhistas Watson Portela (He-Man), Rodolfo Zalla, Rodval Mathias (He-Man), Mozart Couto (Bravestarr) e Marcelo Campos (He-Man e Bravestarr).
Em Junho de 1985, o cartunista Ziraldo assume a presidência da Funarte (sigla de Fundação Nacional de Artes). O órgão fora criado dez anos antes pelo Governo Federal, com o objetivo  de promover atividades culturais do país, sob o comando de Ziraldo, e atuaria também como syndicate de tiras brasileiras; em 1990, o então presidente do pais Fernando Collor de Mello fecha a Funarte e, com isso,  Rick Goodwin cria um novo syndicate para distribuir tiras brasileiras, a Pacatatu.
Em 1986, a Editora Abril inicia uma série de publicações adultas; a primeira delas foi a revista Aventura e Ficção inicialmente composta por títulos adultos da Marvel Comics, e a partir da edição 14, passou a publicar títulos de artistas brasileiros e europeus. Em 1987, é a vez da revista Epic Marvel, baseada na revista Epic Illustrated da Epic Comics, selo adulto da Marvel; a revista publicou, pela primeira vez no país, a série Dreadstar, de Jim Starlin. No ano seguinte, é a vez da série Graphic Novel: graphic novel é um termo atribuído ao quadrinista Will Eisner, para definir histórias em quadrinhos de conteúdo mais sério.
Inicialmente a série da editora Abril publicou histórias da editoras Marvel e DC, logo em seguida publicou autores europeus. A editora publicaria também a séri Graphic Marvel, e outras editoras investiriam no gênero, como a editora Globo que lançou a Graphic Globo (onde Dreadstar seria publicado novamente no país) e a Nova Sampa, a sua Graphic Sampa.
O Amigo da Onça ganha uma peça de teatro escrita por Chico Caruso e estrelada por Paulo Betti.
Em 1988, é publicado pela Cedibra, o primeiro mangá original do Japão, Lobo Solitário de Kazuo Koike e Goseki Kojima. Nesse mesmo ano, Os Trapalhões passam a ser publicados pela Editora Abril, desta vez produzidos pelo estúdio de César Sandoval, criador da Turma do Arrepio. Primaggio Mantovi exigiu que todas as publicações licenciadas pela editora na época trouxessem créditos dos autores.  Outras revistas licenciadas baseadas em apresentadores de TV são lançadas: Xuxa pela Editora Globo, Gugu e Sérgio Mallandro pela Editora Abril (que depois teria revista pela Globo) e Angélica pela Bloch. A editora VHD Diffusion, lança a revista Animal, revista de conteúdo adulto inspirada nas revistas estrangeiras do gênero: a norte-americana Heavy Metal, a francesa L'Echo des Savanes, a espanhola El Víbora e a italiana Frigidaire. na revista são publicadas foi publicada pela primeira vez no país, a série RanXerox, dos italianos Tamburini e Liberatore;  Squeak the Mouse, de Massimo Mattioli; Peter Pank, de Max; Calculus Cat, de Hunt Emerson; Johnny Nemo, de Peter Milligan e Brett Ewins (os criadores de Skreemer); Edmundo, o Porco, de Rochette e Veyron; Tank Girl, de Jaime Hewlett e Alan Martin; A Fundação, de Cássio Zahler e Osvaldo Pavanelli; O Sonho do Tubarão, de Mathias Schultheiss, além de histórias curtas de Milo Manara, Roberto "Magnus" Raviola, Daniel Torres, Lorenzo Mattotti, André Toral, Mosquil, Altan e Loustal, Lourenço Mutarelli, entre outros. a revista gerou dois spin-offs Coleção Animal e Grandes Aventuras Animale foi publicada até 1991.
Em 1989, surge outra premiação, o Troféu HQ Mix, criado pela Associação dos Cartunistas do Brasil. Entre 1989 e 1990, a Editora Tannos publica a versão de Alan Moore de Marvelman, agora chamado de Miracleman. No final da década, o Artecomix passa a se chamar Art & Comics, e começa a agenciar desenhistas brasileiros para o mercado americano. Os primeiros artistas agenciados foram Marcelo Campos e Watson Portela. A agência belga Commu International agenciou artistas brasileiros para os mercados franco-belga e holandês: Mozart Couto, Sebastião Seabra, Roberto Kussumoto e Rodval Mathias foram alguns desses artistas, e os roteiristas Ataíde Braz e Júlio Emílio Braz foram os coordenadores da filial da agência no Brasil. Segundo Ataíde Braz, a agência exigia que os brasileiros desenhassem no estilo europeu, conhecido como linha clara, e a única exceção era para títulos eróticos. A Commu agenciou artistas brasileiros entre 1988 e 1991.
O Amigo da Onça é publicado na revista Semanário com roteiros de Jal e arte de Octavio Cariello, posteriormente, é publicado em um tira no Jornal da Tarde, escrita por Jal e ilustrada por Sergio Morettini.
Também em 1989, o quadrinista Christie Queiroz lança a tira Cabeça Oca no jornal O Popular de Goiânia.
A Editora Abril publica uma revista de Zillion, franquia de vídeo games da Sega, que ganhou um anime pela Tatsunoko licenciada no Brasil pela Tec Toy, na revista foi publicada uma histórias escrita por Ataíde Braz com desenhos de Roberto Kussumoto.

#### Década de 1990
Na década de 1990, a História em Quadrinhos no Brasil ganhou impulso com a realização da 1ª e 2ª Bienal de Quadrinhos do Rio de Janeiro, em 1991 e 1993, e a 3ª em 1997, em Belo Horizonte. Estes eventos, realizado em grande número dos centros culturais da cidade, em cada versão contaram com público de algumas dezenas de milhares de pessoas, com a presença de inúmeros quadrinistas internacionais e praticamente todos os grandes nomes nacionais, além de exposições cenografadas, debates, filmes, cursos, RPG e todos os tipos de atividades.
Em 1990, a editora Globo lança a revista Dreadstar: O Guerreiro das Estrelas, de Jim Starlin, mas a revista durou apenas 10 edições; segundo o editor Leandro Luigi Dal Manto, o cancelamento ocorreu por questões contratuais, pois Starlin havia trocado a Epic/Marvel pela First Comics, e a editora Globo não conseguiu negociar com a nova editora.
Em 10 de maio de 1990, morre aos 93 anos o jornalista Adolfo Aizen, mas a editora ainda existiria até 1995, quando publicaria o décimo quinto álbum do Príncipe Valente. A Editora Globo lança revistas baseadas na séries de TV mexicana Chaves e Chapolin (grafado como "Chapolim"), criadas e estreladas por Roberto Gómez Bolaños, exibidas pelo SBT desde a década de 1980, as histórias foram produzidas no no próprio país e ilustradas pelo quadrinista argentino radicado no Brasil, Sergio Morettini e Eduardo Vetillo. A Editora Ninja lança a revista "O Pequeno Ninja", personagem criado por Tony Fernandes e Wanderley Felipe.
Ainda em  1990, Álvaro de Moya, Antônio Luiz Cagnin e Waldomiro Vergueiro criaram o Núcleo de Pesquisas de Histórias em Quadrinhos, agora chamado de Observatório de Histórias em Quadrinhos na área da Escola de Comunicações e Artes da Universidade de São Paulo, a fim de coordenar os estudos e debates sobre a história em quadrinhos no Brasil.
A Icea Gráfica e Editora se lança no mercado com as revistas "Mephisto – Terror Negro", Platoon (histórias de guerra), uma nova revista do Raio Negro de Gedeone Malagola e Os Guerreiros de Jobah, essa última com uma proposta parecida com Aventura e Ficção da Editora Abril, trazendo histórias de veteranos e novos artistas tais como Ofeliano de Almeida, Dag Lemos, E. C. Nickel, Júlio Emílio Braz, Mike Deodato e Elmano Silva, além de publicar o conto cyberpunk Duelo Neural, um dos primeiros trabalhos publicados do escritor Roberto de Sousa Causo.
Em 1991, a Bloch Editores publicou a revista Mestre Kim, a revista era inspirada em Yong Min Kim, coreano naturalizado brasileiro, no mestre de Taekwondo, Kim, ensinou defesa pessoal à membros da Polícia Militar do Estado do Rio de Janeiro e da Polícia Federal e se apresentava em programas da Rede Manchete (empresa do mesmo grupo do qual fazia parte a Bloch Editores), a revista teve como roteiristas o próprio Kim, Antônio Ribeiro (assinando como Tony Carson) e desenhos de Eugênio Colonnese e Marcello Quintanilha. A editora Abril lança revista do Faustão e a Globo de Leandro & Leonardo.
Em 1992, a EBAL publicou a última revista baseada em um tokusatu da Toei em uma única edição da oitava série da revista Super X, que publicou histórias do herói Jiban. A Editora Louvor lannça A Turma do Dudão, gibi destinado ao público evangélico, escrito pelo Pastor Eduardo Samuel da Silva e ilustrado por seu imão Jairo Alves das Silva e Joel Duarte.
Apesar de continuar o lançamento de diversas revistas voltadas estritamente para a HQ brasileira, como Bundas (já extinta), Outra Coisa (com informações sobre arte independente) e Caô, pode-se considerar que o gênero ainda não conseguiu se firmar no Brasil.
Também em 1993, surge o fanzine Informativo de Quadrinhos Independentes de Edgard Guimarães, cujo objetivo era listar as publicações brasileiras independentes. A proposta foi ampliada e passou a abrigar também matérias, resenhas e publicações de quadrinhos autoriais. Com o tempo, passou a se chamar Quadrinhos Independentes, depois QI - Quadrinhos Independentes e, finalmente, QI.

Em 1994, a Editora Abril lança a revista Senninha, versão infantil do piloto de Fórmula 1 Ayrton Senna,a revista teve 97 edições, essa não foi a primeira versão em quadrinhos do piloto, entre 1990 e 1991, a revista japonesa Weekly Shōnen Jump publicou uma versão mangá de Senna, nessa época, a editora japonesa Shueisha era patrocinadora da escuderia McLaren.

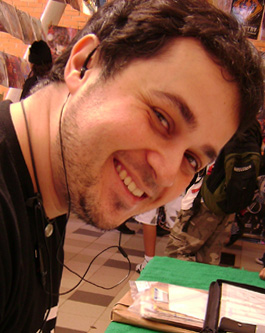
Daniel HDR foi um dos artistas a desenhar o mangá baseado no vídeo game Megaman da Capcom

Graças ao sucesso de Os Cavaleiros do Zodiaco e outros animes na TV aberta, começam a surgir novas revistas informativas, tais como, a Revista Herói publicada em conjunto pela Acme e pela Nova Sampa, Heróis do Futuro, além das revistas sobre anime e mangá Japan Fury, e Animax. Surgem também as revistas em quadrinhos inspiradas na estética mangás, como adaptações dos Video games  da Capcom, pela Editora Escala: Street Fighter, escrita por Marcelo Cassaro, Alexandre Nagado e Rodrigo de Góes e ilustrada por Arthur Garcia, João Pacheco e Neide Harue e arte-finalizada por Silvio Spotti; e pela Editora Magnum (editora que publicava revista sobre armas de fogo). Megaman, Conjuntamente, surge um grande número de fanzines e revistas em quadrinhos baseados em animes e mangás. A Magnum (editora que publicava a revista Animax) publica a revista satírica Hyper Comix (que originalmente era um fanzine) e Megaman (adaptação do jogo eletrônico homônimo), ambas produzidas por artistas brasileiros. Com exceção de Daniel HDR, que já trabalhava para a Marvel Comics que teve a participação de artistas como Daniel HDR (que desde 1995, desenhava para o mercado americano, personagens como Glory da Image Comics), Eduardo Francisco e Érica Awano (onde os dois último fizeram sua estreia no mercado editorial).
Surge a revista de RPG Dragão Brasil, da Editora Trama, editada por Marcelo Cassaro, a revista trazia contos de fantasia, ficção científica e histórias em quadrinhos, na revista, Cassaro cria o sistema de RPG, Defensores de Tóquio, inicialmente uma paródia as produções japonesas. A Editora Trama foi fundada por Ruy Pereira, que ao lado de Hercílio de Lourenzi e Carlos Cazzamatta (dono da Nova Sampa), fundou a Editora Escala.
Em 1995, surgem a primeira versão brasileira da revista Heavy Metal, publicada pela editora homônima, a editora publicou as séries Druuna de Paolo Eleuteri Serpieri e Gullivera de Milo Manara, no ano seguinte, o angolano Carlos Mann, dono da gibiteria Comnix Book Shop e o jornalista Dário Chaves, publicam o álbum Brasilian Heavy Metal, o álbum teve 200 páginas e publicou apenas histórias produzidas por brasileiros, tais como  Leão Negro de Cynthia Carvalho (roteiro) e Ofeliano de Almeida (desenhos), além de histórias produzidas por artistas como Gazy Andraus, Laudo Ferreira (com uma HQ do Zé do Caixão),, Carlos Patati,, Edgar Franco, Klebs Junior, Júlio Shimamoto, Marisa Furtado, entre outros, o lançamento surgiu em decorrência das comemorações de 10 anos da gibiteria Comix, no mesmo ano, Sergio Guimarães, dono da editora Press  convida Mann para ser editor da revista Heróis do Futuro, a revista contou a colaboração de Chaves. 1997, Ofeliano e Cynthia publicam Leão Negro nos três números da revista de RPG de mesa Saga da Editora Escala.
Posteriormente, surge a editora Metal Pesado, a revista Metal Pesado publicada pela editora ganhou em 1997, os prêmios Angelo Agostini e HQ Mix, a revista Metal Pesado só publicava histórias de artistas brasileiros, a revista teve uma edição especial publicada em comemoração dos 15 anos da Gibiteca de Curitiba, nela foi publicada histórias do herói O Gralha produzidas por Alessandro Dutra, Gian Danton, José Aguiar, Antonio Eder, Luciano Lagares, Tako X, Edson Kohatsu, Augusto Freitas e Nilson Müller, no ano seguinte, o herói ganha uma página semanal no jornal paranaense Gazeta do Povo. Na época, os autores disseram que Gralha era inspirado no obscuro herói Capitão Gralha, um personagem que teve apenas uma revista publicada na década de 1940, contudo, tudo não passava de um boato criado pelos criadores para promover o herói, a editora também publicou as revista Zorro da Topps Comics, Lobo da DC Comics e Preacher da Vertigo (selo adulto da DC). A editora mudaria usaria os nomes Tudo em Quadrinhos, Fractal e por último Atitude Publicações, sendo encerrada em janeiro de 1999. No mesmo ano, Eloyr Pacheco, que havia trabalhado na Metal Pesado/Tudo em Quadrinhos, cria uma nova editora, a Brainstore, que continua publicação de Preacher, cancelada pela Atitude, a editora continua a numeração de Senninha, publicando seis edições em 2005, a editora teve sua sede invadida e assaltada, foram roubados computadores, scanners e impressoras da empresa, por conta disso, passou por muitas dificuldades financeiras e, finalmente em 2008, a editora encerra suas atividades. Em 1996, a Editora Globo publicava os títulos da Sergio Bonelli Editore, e lançava no Brasil Sin City, de Frank Miller, além da versão brasileira da Revista Wizard. Os títulos da Image Comics: Gen¹³, Wildcats, Cyberforce e Witchblade, Savage Dragon e Spawn eram publicados pela editora Abril, e não durariam muito tempo na editora, sendo cancelados em 1997, logo em seguida, a revista Wizard, encerrada na décima quinta edição, em 1998. Os títulos da Image, publicados pela Globo, retornariam às bancas brasileiras pela Editora Abril. No mesmo ano, Dorival Vitor Lopes, Hélcio de Carvalho e Franco de Rosa criam a Mythos Editora, que assume títulos da Sergio Bonelli Editore. No ano seguinte, Jotapê Martins cria a Via Lettera, e em 1998, Franco de Rosa e Carlos Mann criam a Opera Graphica, inicialmente a Opera Graphica funcionou como estúdio, Mann, Rosa e Chaves produziram as revistas HQ - Revista do Quadrinho Brasileiro (uma outra revista inspirada na americana Heavy Metal), Graphic Talents, Comix Book Shop Magazine, além de revista que ensinavam técnicas de desenho, todas publicadas pela Editora Escala.
Em 1997, a a terceira edição da Bienal Internacional de Quadrinhos acontece em Belo Horizonte, durante as comemorações do centenário da cidade, uma efervescência profissionalizante tomou conta da cidade, interessando diversos grupos e empresas ligadas aos quadrinhos.
Entre 1997 e 1998, Marcelo Cassaro consegue a licença para lançar adaptações de Street Fighter Zero 3, Mortal Kombat 4 e lança suas HQs autorais Holy Avenger, U.F.O. Team.
Entre 1997 e 1998, a Ediouro publica três manhuas (nome dados ao quadrinhos da China e de Taiwan) do taiwanês Tsai Chih Chung: "Zen em Quadrinhos", "Tao em Quadrinhos" e "Arte da Guerra em Quadrinhos".
Em 1998, surge o site de quadrinhos terr, trazendo notícias e webcomics de veteranos como Adão Iturrusgarai, Fernando Gonsales, Laerte Coutinho e Angeli e novos autores, o site deu origem a uma revista de mesmo nome. Orlando Paes Filho publicou a minissérie Spirit of Amazon pelo selo próprio NW Studios, escrita por ele e ilustrada por Rodrigo Pereira, segundo Paes Filho, a minissérie foi cancelada por pressão da DINAP. No mesmo ano, a Abril lança o selo Abril Comics e publica Linha de Ataque: Futebol Arte, produzida  pela Fábrica de Quadrinhos, escritas por importantes cronistas esportivos (Armando Nogueira, José Trajano, Marcelo Fromer e Casagrande, com desenhos de Marcelo Campos, Octavio Cariello, Rogério Vilela e Roger Cruz e Terra 1 escrita por David Campiti (agenciador de artistas para o mercado americano) e o editor Sérgio Figueiredo, com capas de Mike Deodato, essa última foi comparada com Spirit of Amazon, Ambas as produções compartilhavam elementos narrativos e visuais: preocupação ambiental, participação de seres extraterrestres e estética inspirada nos super-heróis da década de 1990. Figueiredo afirmou que de fato, Orlando apresentou o projeto para ser publicado na Editora Abril, mas que Terra 1 era um projeto totalmente diferente. Em 2003, a Orlando Paes Filho publicou Spirit of Amazon nos Estados Unidos.
Em 1999 a Acme, de Cristiane Monti, André Forastieri, Renato Yada e Rogério de Campos, se transforma em Conrad Editora e publica o primeiro mangá japonês no formato livro e com leitura oriental (da direita para a esquerda): Gen Pés Descalços, de Keiji Nakazawa. Surge o Festival Internacional de Quadrinhos, substituindo a Bienal Internacional de Quadrinhos, vindo a atender à demanda por um evento que abrigasse a produção constante da cidade. No mesmo ano, foi realizada a primeira edição do Festival Internacional de Humor e Quadrinhos de Pernambuco. Criado  pelo cartunista Lailson Cavalcanti, o festival consistia em um concurso de humor gráfico (quadrinhos, charge, cartum e caricatura), exposições, oficinas e debates com a participação de artistas convidados. O FIHQ teve grande importância no sentido de fomentar a produção pernambucana de quadrinhos. O festival teve sua última edição em 2007.

### Século XXI

#### Década de 2000
No fim da década de 1990 e começo da década de 2000, surgiram na internet diversas histórias em quadrinhos brasileiras, ganhando destaque a webcomics dos Combo Rangers, criados por Fábio Yabu, e que tiveram três fases na internet (Combo Rangers, Combo Rangers Zero e Combo Rangers Revolution, que ficou incompleta), uma minissérie impressa e vendida nas bancas (Combo Rangers Revolution, Editora JBC, 2000, 3 edições) e que ganhou, posteriormente, uma revista mensal pela mesma JBC (12 edições, agosto de 2001 a julho de 2002) e continuada pela Panini Comics (10 edições, janeiro de 2003 a fevereiro de 2004) e os Amigos da Net, criado por Lipe Diaz e Gabriela Santos Mendes, premiados pela Expocom e veiculados pelos portais iBest e Globo.com.
Editoras como Escala lançaram antologias de mangá (produzidas pelo estúdio Opera Graphica) inspirado em revistas japonesas, publicando material inédito e de veteranos como Claudio Seto, Wanderley Felipe, Alexandre Nagado, Mozart Couto e Watson Portela.
Em 2000, Marcelo Cassaro publicou pela Trama a revista Victory, que chegou a ter capa desenhada por Roger Cruz; em 2003 chegou a ser publicada nos EUA pela Image Comics.
Nessa época são publicados os primeiro mangás japoneses para o público adolescente, a Editora JBC publica Samurai X no formato tankōbon (livro de bolso) e a Conrad, Os Cavaleiros do Zodiaco e Dragon Ball em formatinho. Cada volume dos mangás publicados pela JBC e pela Conrad equivaliam à metade de um volume japonês.
Em Agosto de 2000, a Editora Abril resolve abandonar o formatinho e lança a linha Premium nos títulos da Marvel e da DC Comics, em revistas de capa cartonada, papel especial, formato americano, e 160 páginas cada. As revista Premium possuiam papel especial (diferente das publicações anteriores que usavam papel jornal), contendo 160 páginas, eram vendidas ao preço de R$ 9,90, considerado caro para a época, e os títulos tiveram pouca vendagem. Em 2001, a Abril Jovem fecha seu Estúdio Disney e deixa de produzir histórias no Brasil, passando a publicar quadrinhos inéditos dos EUA e da Itália e reedições de histórias de produzidas no país. No mesmo ano, a editora Hangar 18 lança uma nova versão da revista Wizard, produzida por membros dos site Area-51 (Leandro Luigi Dal Monte e Maurício Muniz) e Universo HQ (Sérgio Codespoti e Sidney Gusman). A revista teve apenas uma edição. Ziraldo e o irmão Zélio Alves Pinto criam uma nova versão do jornal Pasquim, chamado de O Pasquim 21,o jornal foi publicado até 2004. A Abril Jovem publica "Quadrinhos Digimon", primeiro manhua chinês no país: "Quadrinhos Digimon" por Yuen Wong Yu, com periodicidade semanal, as histórias eram baseadas na franquia japonesa de vídeo games, curiosamente, no mesmo ano, Daniel HDR adaptou histórias do anime para a editora americana Dark Horse.
Laudo Ferreira Jr. cria com Licínio Rios, editor da Sexy da editora Rickdan a sensual personagem Tianinha, publicada na revista Total a partir de agosto de 2000, cancelada em 2009 após 107 edições Tianinha chegou a ser desenhada por artistas como Mozart Couto, Eugênio Colonnese, Emir Ribeiro, Sebastião Seabra e Daniel Brandão.
A Editora Escala também investe no gênero erótico com o selo Xanadu, como a revista Pervers Jumbo que publicou trabalhos de Rodolfo Zalla e Eduardo Schloesser, além da revista Hentai  X, inspirado nos mangás eróticos japoneses (chamados de hentai), que teve mais de 150 edições, publicando trabalhos de artistas como Tommy Tido, Miguel X e Xandinha.
A Panini Comics, editora italiana que licencia internacionalmente os títulos da Marvel desde 1996, resolve publicar as revistas da Marvel no Brasil, e a produção das revistas fica a cargo da Mythos Editora, a Panini atua no Brasil desde 1988, quando lançou uma joint-venture com a Editora Abril para publicar álbuns de figurinhas, em 1995, resolveu comprar a parte da pertencente a Abril e passou a atuar sozinha, embora sua distribuição continuasse sendo distribuída pela DINAP, pertencente a ao Grupo Abril.
Em maio de 2002, a Editora Abril resolve investir na DC Comics, volta a utilizar o formatinho na linha Planeta DC (onde foi publicada minissérie Mundos em Guerra). No final do mesmo ano, os títulos da DC também são transferidos para a Panini, que experimentou dois formatos distintos: o formato millennium, um intermediário entre o formato magazine e o americano (18,5 x 27,5 cm), (introduzido pela Abril durante a publicação dos títulos do selo Ultimate Marvel, chamados de "Marvel Século 21", enquanto publicado pela editora e Millenum quando publicado pela Panini), e o formato econômico (15 x 24,5 cm), introduzido pela Mythos em 2001 (15 x 24,5 cm). Em Outubro de 2003, a Panini Comics lança novamente a revista Wizard, e o jornalista Sidney Gusman, que participou das duas versões anteriores da revista, torna-se editor. Na edição de número 30, lançada em março de 2006, a revista passa por mudanças editorias (utilização do papel pisa brite, uma espécie de papel jornal, mudança de lombada quadrada para a lombada com grampos. No mesmo ano, a revista precisou mudar de nome para Wizmania, por conta do nome Wizard, relacionado a uma rede de cursos de idiomas. Em seguida, Sidney sai da revista e passa a ser responsável também pela área de Planejamento Editorial da Mauricio de Sousa Produções, e em seu lugar assume o jornalista Levi Trindade. Em 2009, a revista é cancelada e se torna um blog hospedado no site da Panini. Em 2011, a revista americana também é cancelada em seu país de origem.
O estúdio Opera Graphica passa atuar como editora, o foco da editora são os livros teóricos, os álbuns de quadrinhos de títulos e estrangeiros e de brasileiros como Gedeone Malagola, Eugênio Colonnese, Júlio Shimamoto, Flavio Colin, entre outros, em 2001, a editora publica álbuns do Príncipe Valente continuando do volume onde a EBAL parou, lançado os volumes décimo sexto ao vigéssimo (publicado em 2009. a editora havia anunciado um álbum de Flash Gordon, nos moldes dos publicados pela EBAL, o que não ocorreu.
Em 2002, o personagem infantil "O Pequeno Ninja" é publicado pela Editora Cristal em estilo mangá.  
Em junho de 2003, as revistas em quadrinhos Disney publicadas pela Abril, passaram a creditar os autores.
Em Agosto de 2003, morre o jornalista Roberto Marinho, quatro meses antes de completar 99 anos; segundo Lourdes Belo, mesmo afastado das funções do jornal O Globo, o próprio jornalista negociava as tiras que seriam publicadas no jornal. No mesmo ano, Franco de Rosa, elabora uma versão mangá do Fantasma, o projeto não é aprovado pela King Features e o editor lança pelo selo Mangajin da editora Minuano, o herói Fantagor, escrito e desenhado por Pierre Vargas
Pela Editora Noblet, Paulo Hamasaki publica seus últimos trabalhos: a revista de terror Arrepio  e a de faroeste Cavaleiro do Oeste.
Entre 2003 e 2005, Marcelo Cassaro lança pela Mythos Dungeon Crawler, desenhada por Daniel HDR, e republicações de Holy Avenger, sob o título de  Holy Avenger Reloaded.
Em 2004, Carlos Mann fundou um novo estúdio, chamado de Mercado Editorial e Criativo Mercado Editorial, também produzindo revistas para a Editora Escala, como as revistas Neo Tokyo e Crash.
O fanzine mangá Ethora é publicado oficialmente em 2004 pela Editora Talismã (antiga Trama) como Ethora Especial, e em 2005 pela Kanetsu Press. Ainda em 2004, a Conrad publica os primeiros manhwas (quadrinhos sul-coreanos) no país: Chonchu – O Guerreiro Maldito de Kim Sung Jae, e Kim Byung Jin e Ragnarök de Lee Myung-Jin.
Em 2003 é lançado o site oficial do Leão Negro, no ano seguinte são lançados quatro álbuns independentes trazendo histórias publicados no jornal O Globo e a história Magala, que também esteve disponibilizada no site da Editora Nona Arte, os álbuns são vendidos através do site oficial da série, os leitores também conseguiam puderam compra o álbum O Filhote da Meribérica.
Em 2005, a Ediouro Publicações lança o selo Ediouro Quadrinhos, uma editora com títulos bem diversificados, e são publicados Star Wars (histórias produzidas pela Dark Horse Comics), o italiano Nathan Never, os franco-belgas Aquablue, e Arthur - Uma epopeia celta e mangá holandês Quark. Apesar dos esforços, os títulos são cancelados, e em 2006 André Forastieri cria a Futuro Comunicações, firmando parceira a seguir com a Ediouro, e assim surge o selo Pixel Media, onde são publicados os títulos Corto Maltese, Spawn e títulos dos selos Vertigo, Wildstorm, America's Best Comics, pertencentes a DC Comics. A editora chegou a anunciar que poderia assumir a totalidade dos títulos da DC, publicados pela Panini, mas a parceria não dura muito tempo e Forastieri vende sua parte da Pixel à própria Ediouro, que demonstrou interesse em comprar a Conrad Editora. A Ediouro desiste dos títulos da DC, que passam a ser publicados integralmente pela Panini. No mesmo ano, a Bentivegna Editora é reativada, por ela é publicada a  série de livros "Heróis do Brasil", sobre figuras históricas do Brasil produzidos por Ruy Jobim Neto, criador da tira Cão Jarbas e uma revista no estilo mangá retratando o folclore brasileiro. No ano seguinte, Jobim assina contrato com a International Press, que passa a distribuir internacionalmente as tiras do Cão Jarbas, no mesmo ano, surge a Editora Desiderata, uma editora totalmente dedicada a títulos brasileiros, a editora lançou antologias do jornal Pasquim e da revista Casseta Popular, em 2008, a editora foi comprada pela Ediouro Publicações e passou a publicar também obras estrangeiras.
Ainda em 2005, a editora Manticora lança as revistas Kaos! e Dragon Slayer, essa última, uma revista de RPG que publica Dragon's Brisde ou DBride, de Marcelo Cassaro e Érica Awano, no ano seguinte, a revista passou a ser publicada pela Editora Escala. No mesmo ano, a editora publica a revista informativa Neo Tokyo,  nela Studio Seasons publicou os quadrinhos "Ronins", "Zucker" e "Mitsar" e a light novel "Contos de Sher Mor", a revista também publicou um curso de mangá por Arthur Garcia e uma coluna sobre cultura japonesa por Minamni Keizi.
A Editora Globo publicada a Turma do Ronaldinho Gaúcho, baseada no jogador homônimo e revistas do Sítio do Picapau Amarelo. A editora lança o álbum 25 anos do Menino Maluquinho, ilustrado por Mauricio de Sousa, Laílson, Nani, Daniel Azulay, Gerson Salvador, Angeli, Nilson, Marcelo Campos, Jal, Gual, Ota, Santiago, Lélis, Dálcio, Mario Vale, Caco Xavier, Eliardo, Zélio, Jean, Miguel Paiva, Erica Awano, Aroeira, Guto Lins, Eduardo Baptistão, Fábio Moon e Gabriel Bá. A Panini Comics publica o manhua O Tigre e o Dragão de Andy Seto, baseado no quarto romance de uma série de cinco livros do escritor chinês Wang Du Lu, que em 2000 havia sido adaptado em um filme por Ang Lee.
Em 2006, surgem iniciativas estatais que viabilizam, as histórias em quadrinhos, o Programa de Ação Cultural, também conhecido como ProAc, criado pelo Estado de São Paulo, criado para financiar projetos culturais, e Fanzines nas Zonas de Sampa, que consiste de uma série cursos gratuitos sobre quadrinhos e fanzines voltados para crianças, jovens e adultos, realizados pela Prefeitura de São Paulo.
Em 2007, a Panini Comics passa a publicar títulos da Turma da Mônica e Turma do Ronaldinho Gaúcho. no mesmo ano a editora lança a série Turma da Mônica Coleção História, uma coleção de edições facsimiles de revistas publicadas pelas editoras Abril e Globo, no mesmo ano, a editora lança a série As Tiras Clássicas da Turma da Mônica.
O GRUPEHQ relança a revista "Maturi", o personagem "O Pequeno Ninja" voltou ao estilo infantil, agora publicado pela On Line Editora.
A Corand lança dois de três volumes do romance chinês Jornada ao Oeste de Wu Cheng'en, que inspirou a franquia de mangá e anime Dragon Ball de Akira Toriyama, no primeiro volume a editora publicou uma adaptação em lianhuanhua, um formato de quadrinhos chineses (conhecidos como manhuas), similar a livros de bolso. A HQM Editora lança uma nova revista do Senninha, cancelada no ano seguinte.

Turma da Mônica Jovem edição 0 (Junho de 2008)

Também em 2008, a Turma da Mônica ganha uma versão adolescente em estilo mangá: Turma da Mônica Jovem pela Panini Comics. No mesmo ano, a Editora Globo resolve se retirar do mercado de quadrinhos; as Organizações Globo publicavam quadrinhos desde de 1937, ano do lançamento de O Globo Juvenil, nesse mesmo ano a Panini lança no formato de bolso, a coleção As Melhores Tiras, contendo as tiras dos personagens Mônica, Cebolinha, Chico Bento, Bidu e Penadinho, no ano seguinte, uma nova coleção de bolso, é lançada pela L&PM, editora que criou uma linha de livros de bolso em 1997.
Em 2008, Cynthia Carvalho assina contrato com a editora HQmaniacs, essa inicia a publicação de duas séries de álbuns novamente em preto e branco: A série origens trazendo as republicações anteriores e uma história inédita Questão pessoal, história disponibizada para download no site oficial juntamente com Magala, Questão Pessoal foi desenhada por Danusko Campos, um artista com influência dos quadrinhos japoneses, Danusko substituiu Ofeliano, que atualmente trabalha na elaboração de storyboards para cinema e televisão. Além de publicar pela HQM Editora, Cynthia publica de forma independente.
Em 2009, a editora cearense Quadrix Comics lança a revista Quadrix – Aventura e Ficção, a revista publica as histórias Evolution e Kwi-Uktena, publicadas anteriormente na Argentina, Portugal e Itália, produzidas por Wilson Vieira (roteiro) e Fred Macêdo (desenhos). Apesar dos esforços, a editora encerrou suas atividades em 2012.
A Dinap do Grupo Abril se funde com a Fernando Chinaglia, ampliando sua atuação no mercado de distribuição e dando origem a Treelog Logística.
A editora Opera Graphica é encerrada com a publicação do livro teórico Fantasma - Biografia Oficial do Primeiro Herói Fantasiado dos Quadrinhos, organizado por Franco de Rosa e organizado por Marco Aurélio Lucchetti, filho do escritor e roteirista R. F. Lucchetti, posteriormente, Carlos Mann entrega o comando da Comix ao irmão Ricardo Jorge de Freitas Rodrigues e ao  Camilo. Após o fechamento da Opera Graphica, seu estúdio passa atuar como editora, agora chamada Editora Criativo.
Ainda em 2009, é a vez de Luluzinha ganhar uma versão "mangá" com o título Luluzinha Teen pela Pixel Media. Nesse mesmo ano a Conrad é vendida ao grupo IBEP-Companhia Editora Nacional. A editora As Américas relança a Turma do Arrepio de César Sandoval, Sidney Gusman dá início ao projeto "Mauricio de Sousa por 50 artistas", em homenagem aos 50 anos de carreira do quadrinista, e são selecionados 50 artistas distintos (roteiristas e desenhistas) para criar histórias dos personagens criados por Mauricio, sem precisar usar o character design da Mauricio de Sousa Produções. O projeto não era totalmente inédito, os álbuns "Asterix e Seus Amigos" e "25 Anos do Menino Maluquinho" já traziam a mesma proposta. ainda no mesmo ano, a editora lança  álbum Bidu 50 anos, junto com livro, é publicada uma edição facsimile da revista Bidu publicada pela editora Outubro, no ano seguinte, é publicado o álbum Cebolinha 50 anos, a editora optou por não publicar um facsimile da primeira revista solo do personagem, já que a mesma já havia sido publicada na Coleção Histórica
A década também foi marcada por novas tentativas de leis de cotas para quadrinhos brasileiros pelos deputados Simplício Mário e Vincetinho.

#### Década de 2010
Em março de 2010, a Editora Escala lança a revista Didi & Lili - Geração Mangá, com versões mangá do personagem do humorista Renato Aragão e sua filha Lívian Aragão. A revista é produzida pelo Estúdio Activa, de Franco de Rosa, com histórias produzidas pelo próprio Franco de Rosa (roteiro), Debrah Demaris (roteiro), Wanderley Felipe (roteiros, desenhos, arte-final e aplicação de retículas), Sergio Morettini (desenhos), Ivan Rodrigues (desenhos), Arthur Garcia (desenhos) Alexandra Mattos (desenhos)  e Sergio Morettini (desenhos), Daniel Rosa (letras).
 A editora As Américas lança o faroeste Apache, de Tony Fernandes.
Em maio do mesmo ano, o jornal O Globo altera sua página de tiras e passa a publicar, de segunda a sábado, as seguintes tiras:
- Bichinhos de Jardim, de Clara Gomes;
- Liberty Meadows, de Frank Cho;
- Dustin, de Steve Kelly e Jeff Parker;
- Agente Zero Treze, de Arnaldo Branco e Claudio Mor;
- A Cabeça é a Ilha, de André Dahmer;
- Urbano, o Aposentado, de A. Silvério (única tira mantida no jornal desde 1986).

E, aos domingos, passa a publicar as tiras:
- Menina Infinito, de Fábio Lyra;
- Luluzinha Teen (distribuída pela linha Coquetel da Ediouro, que atua como syndicate de palavras cruzadas e outros passatempos);[619]
- Valente, de Vitor Cafaggi;
- A Arte de Zoar, do humorista Reinaldo, do grupo Casseta & Planeta.[620]

Ainda em 2010, são lançados dois álbuns de quadrinhos inspirados no cangaço: Bando de dois, de Danilo Beyruth, lançado pela Zarabatana Books, que tem uma temática realista, e O Cabra, de Flávio Luiz, que se passa num futuro pós-apocalíptico.

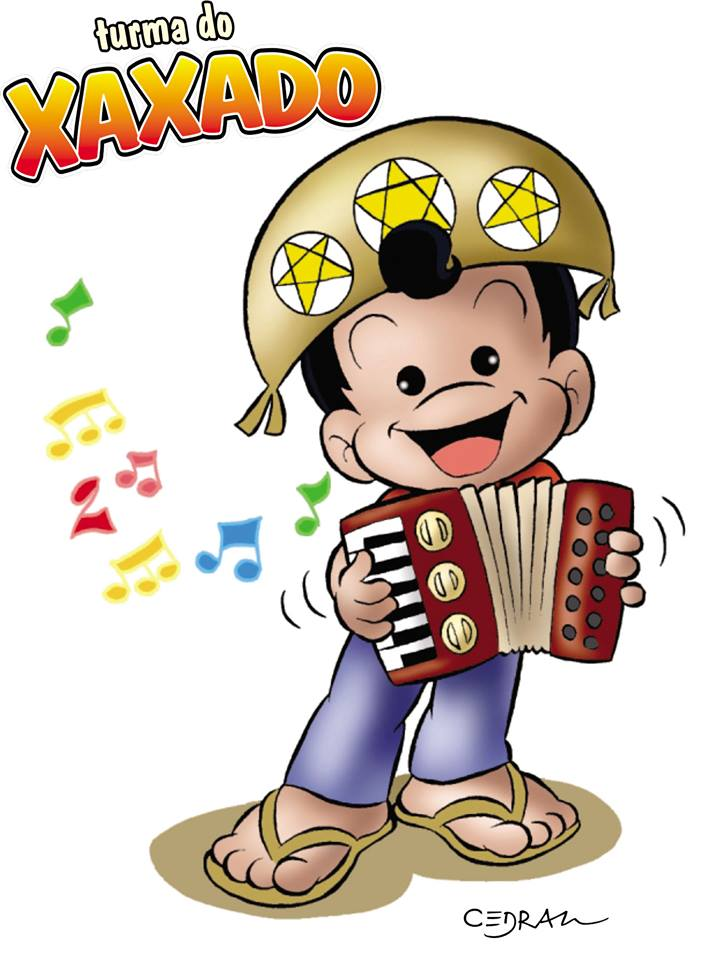
Xaxado de Antônio Cedraz.

No mesmo ano, a Newpop Editora publica, em forma seriada, na revista Neo Tokyo, da Editora Escala, uma edição encadernada do mangá Zucker do Studio Seasons e uma versão mangá de Helena, de Machado de Assis, também produzida pelo Estúdio em 2015.
Também em 2010, Franco de Rosa publica pela Ediouro a graphic novel Chico Xavier em quadrinhos, escrita por ele e desenhada por Rodolfo Zalla. O projeto originalmente seria desenhado por Eugênio Colonnese, falecido em 2008. No mesmo ano, o editor anuncia a criação de uma nova editora, a Editorial Kalaco. Ela publica um antigo projeto da Opera Graphica, o álbum Flash Gordon. No ano seguinte, lança o álbum Casamento do Fantasma (lançado na década de 1970 pela RGE).
Também em 2010, a HQM Editora lança os mangás Vitral e O Príncipe do Best Seller, do Futago Studio. No mesmo ano, a editora lança também uma revista da Turma do Xaxado (que já havia tido uma revista publicada pela Editora Escala), criada como tira de jornal por Antônio Cedraz.
Em 2011, surge o Almanaque Ação Magazine, uma nova tentativa de antologia de mangá pela Lancaster Editorial, trazendo 160 páginas no formato 16 x 23 cm. A revista Almanaque Ação Magazine realizou o concurso Concurso Seja o Novo!, que revelou o quadrinista Max Andrade.
O estúdio de Carlos Mann se torna uma editora chamada Criativo.
Também em 2011, o roteirista JM Trevisan e o desenhista lançam a webcomic Ledd. Tal qual a revista Holy Avenger, Ledd é ambientada no universo ficcional de Tormenta. A revista tem versão encadernada lançada pela Jambô Editora. A Jambô já havia publicado DBride, outra HQ baseada em Tormenta, publicada originalmente nas páginas da revista Dragon Slayer, da Escala.
Em 2010 e 2011 são lançados, respectivamente, os álbuns MSP+50 e MSP Novos 50, totalizando 150 artistas. Em 2011, durante o FIQ, realizado em Belo Horizonte, Gusman, anuncia o projeto Graphic MSP, uma série de graphic novels. Diferente dos álbuns da série MSP 50, as graphic trariam histórias fechadas contendo 72 páginas. Gusman optou por convidar artistas que já havia trabalhado nos álbuns MSP 50. No ano seguinte, é anunciada a linha Ouro da Casa, um álbum produzido pelos funcionários dos Estúdios Mauricio de Sousa nos mesmos moldes da linha MSP 50. Ainda em 2011, os irmãos Gabriel Bá e Fábio Moon tornam-se os primeiros quadrinistas brasileiros a ganhar o Eisner Award, o "óscar da histórias em quadrinhos", pela série limitada Daytripper. Ainda em 2011, é lançada a graphic novel, A Balada de Johnny Furacão de Sama, que após ter a 1º edição pela Editora Flanêur esgotada, no mesmo ano teve uma nova edição pela Editora Kalaco.
Em junho de 2012, Mauricio de Sousa confirmou a volta da publicação da Turma do Pelezinho pela Panini Comics e anunciou que planejava fazer um projeto na mesma linha com Neymar Jr., baseada no jogador de futebol mesmo nome.
No mesmo ano,  é lançado o primeiro volume da série Graphic MSP, Astronauta - Magnetar, escrita e desenhada por Danilo Beyruth com cores de Cris Peter, mostrando uma história mais madura do personagem Astronauta Pereira. No mesmo ano, o dia 12 de outubro foi escolhido pelo professor universitário e fanzineiro, Gazy Andraus, para ser o Dia Nacional dos Fanzines, em homenagem ao lançado do fanzine Ficção de Edson Rontani em 12 de outubro de 1965 anteriormente os fanzineiros comemoravam o Dia Mundial dos Fanzines no dia 29 de abril, tal qual acontece em Portugal.
Em janeiro de 2013, a Editora Abril retoma a produção de histórias do Zé Carioca, para estrear a retomada, é escolhida a história "Um Crocodilo no Rio", escrita e desenhada por Fernando Ventura. Ainda em 2013, a Mythos lança a revista Juiz Dredd Megazine, uma segunda tentativa de publicar uma antologia baseada na britânica 2000 AD, embora a última tentativa tenha sido a da EBAL em 1979, crossovers de Juiz Dredd e Batman foram publicados pela Editora Abril na década de 1990 e títulos isolados de Dredd, Sláine, O Deus Guerreiro, Skizz, A Balada de Halo Jones entre outros foram publicados pela Pandora Books na década de 2000.
Em 2013, a revista de Neymar é lançada, logo em seguida, a Maurício de Sousa Produções resolveu alterar o visual do Pelezinho, retirando as características "blackface".
Em 2014, a Panini inicia a republicação de Miracleman. No mesmo ano, em comemoração aos 25 anos da tira Cabeça Oca, Christie Queiroz lança uma revista trissemanal e um graphic novel ilustrada por Watson Portela, com capa de Andrea Freccero, quadrinista italiano conhecido por trabalhos em quadrinhos Disney.
Em 2014, por conta da Copa do Mundo FIFA, realizada no Brasil, foram lançadas as séries de curta-metragens de animação "Pelezinho em: Planeta Futebol", passando normalmente durante os comerciais do Discovery KidsRonaldinho Gaucho's Team, produzida pelo estúdio italiano GIG Italy Entertainment e exibida pelo canal Gloob e Neymar Jr. pela Nickelodeon.
Em 2014, a JBC lança a primeira edição do concurso Brazil Manga Award que premia os títulos Quack de Carlos Antunes Siqueira Júnior, mais conhecido como Kaji Pato, Entre monstros e deuses, de Pedro Leonelli e Dharílya Sales Rodrigues, Starmind, de Daniel Guimarães Assunção Bretas Ferreira e Ricardo Yoshio Okama Tokumoto, [Re]fabula, de Ivys Danillo Jayme Portela e Breno Fonseca e Crishno – O Escolhido, de Francis Angelo Sbalqueiro Ortolan e Lielson Zeni, publicados no especial Henshin! Mangá. A Editora Draco, antes conhecida como uma editora de literatura fantástica, se torna editora de quadrinhos, em 2015, publicando a antologia O Rei Amarelo em quadrinhos, inspirada nos contos de Robert W. Chambers e Quack de Kaji Pato e em 2016, a antologia O Despertar de Cthulhu em Quadrinhos, inspirada nos Mitos de Cthulhu de H. P. Lovecraft. e Tools Challenge de Max Andrade, antes publicado de forma independente.
Em janeiro de 2015, o Instituto HQ lança a revista Pátria Armada, escrita e ilustrada por Klebs Junior. A revista foi realizada graças a um projeto de financiamento coletivo no site Catarse. Originalmente, a revista seria publicada em 2000 pela Brainstone com o título Tropa de Choque 1994. A história é situada em 1994, numa realidade alternativa onde o Golpe de 1964 não ocorreu, eclodindo uma guerra civil em 1972, gerando uma guerra química. Como consequência, alguns jovens adquiriram superpoderes.
Em março de 2015, é publicada a última edição de Luluzinha Teen e sua Turma. Em maio de 2015, as revistas da Turma da Mônica, publicadas pela Panini, passam por uma reformulação e a editora decide reiniciar a numeração das revistas e passa a creditar seus autores em algumas histórias, algo que acontecia apenas em publicações especiais. Além disso, cada edição passa a trazer um QR Code que permite acesso a conteúdos exclusivos em plataformas virtuais.
Em setembro de 2015, a revista Dredd Megazine é cancelada na edição 24, publicada em setembro de 2015.
Ainda em 2015, é lançado o aplicativo Social Comics, serviço de assinaturas de quadrinhos digitais, pertencente ao Grupo Omelete. A MSP lança um aplicativo para smartphones chamado Caixa de Quadrinhos, que recolhem mais de 500 edições da franquia para download.
Em 2016, as empresas de distribuição do Grupo Abril (DINAP e Treelog Logística são absorvidas pela Total Express, empresa que também pertence ao Grupo Abril. No Ceará, a data de 28 de setembro, dia do nascimento do quadrinista cearense Luiz Sá (1907 - 1979) foi escolhido como "Dia Estadual dos Quadrinhos" no Estado do Ceará. A SESI-SP Editora adquire os direitos de Spirou e Fantásio, no ano seguinte, com o lançamento do filme Valerian e a Cidade dos Mil Planetas de Luc Besson, inicia a publicação de Valérian de Pierre Christin e Jean-Claude Mézières.
Em 2017, o Prêmio Jabuti anuncia uma categoria para história em quadrinhos, anteriormente quadrinhos podiam ser premiados nas categorias: ilustração, capa, didático e paradidático e adaptação (para quadrinizações). APanini resolveu deixar de distribuir suas publicações pela Total Express, cria um sistema de distribuição próprio, contratando distribuidoras regionais como a Infoglobo do Grupo Globo no Estado do Rio de Janeiro e a AR no Estado de São Paulo. A editora Lorentz publica três edições Dylan Dog, no ano seguinte, a série volta a ser publicada pela Editora Mythos, que também retorna com outros títulos da Bonelli como Martin Mystère, Nick Raider e Nathan Never
Em maio de 2018, a Editora Abril suspende coleções de luxo de Carl Barks, Don Rosa e Floyd Gottfredson em julho do mesmo ano, a editora deixa de publicar quadrinhos Disney após 68 anos. Ainda em 2018, a Editora 85 publica outro título da Bonelli, Dampyr, publicado através de uma campanha de financiamento coletivo e lança uma nova campanha para viabilizar a publicação de outra história em quadrinhos italiana, Diabolik. A Editora Mythos anuncia publicação de uma revista chamada Heavy Metal, contudo, a publicação não contém material da revista americana, trata-se de mais uma tentativa de publicar títulos da revista britânica 2000 AD.
Em outubro de 2018, a MSP e Panini lançam o aplicativo Banca da Mônica, que permite ao leitor ler histórias recentes e antigas. em dezembro do mesmo, foi divulgado que a editora gaúcha Culturama irá assumir os títulos Disney em março de 2019 com cinco revistas Mickey, Pato Donald, Tio Patinhas, Pateta e Aventuras Disney.
Em 2019, é lançado o selo Mangá MSP com o lançamento de Turma da Mônica - Geração 12, trazendo uma versão pré-adolescente dos personagens,  com roteiros de Petra Leão e desenhos de Roberta Pares. Em junho de 2019, o site Universo HQ noticiou que os direitos de Asterix foram adquiridos pela Panini Comics.
Em setembro de 2019, a Panini Comics assume a publicação das coleções de luxo de quadrinhos Disney: Os anos de ouro de Mickey, Biblioteca Don Rosa e Tio Patinhas por Carl Barks.
Em outubro de 2019, a revista Mônica completou 600 edições, contabilizando as edição das editoras Abril, Globo e Panini.

#### Década de 2020
A editora Culturama anunciou a volta da produção de histórias brasileiras do Zé Carioca, trazendo os desenhistas Carlos Edgard Herrero, Moacir Rodrigues Soares e Luiz Podavin; o roteirista Arthur Faria Júnior; a colorista Cris Alencar; e o roteirista, desenhista e arte-finalista Fernando Ventura, a primeira história será publicada na edição 18 da revista Aventuras Disney (setembro de 2020).
Em março de 2021, as revistas da Turma da Mônica na Panini são reiniciadas novamente. Em abril, uma terceira série de Turma da Mônica Jovem é lançada.